# Boletus edulis
Boletus edulis (Pierre Bulliard, 1782) este o ciupercă comestibilă, din încrengătura Basidiomycota, în familia Boletaceae și de genul Boletus, numită în popor în primul rând hrib, hrib cenușiu sau mănătarcă, a cărei nume generic este derivat din cuvântul latin (latină boletus=burete), fiind însăși transliterat de la cuvântul din greaca veche (greacă βωλίτης=ciupercă de sol), epitetul provenind de la cuvântul latin (latină edulis=comestibil). Ea coabitează, fiind un simbiont micoriza (formează micorize pe rădăcinile arborilor). 
Buretele mai are și alte denumiri românești, printre care se se numără: copită, mitarcă, pitarcă sau pitoancă. Denumirea de „hrib” provine din limba slavă, iar cea de „mânătarcă” prin intermediarul bulgar din cuvântul grecesc manitaria însemnând „ciuperci” (în genere), a se vedea și termenul mană. 

## Descriere
Spre deosebire cu ciuperci de genul Agaricus care sunt de diversificare foarte veche (între 178 și 139 milioane de ani), începând din timpul perioadei geologice în Jurasic, genul Boletus are numai o vârsta între 44 și 34 milioane de ani).

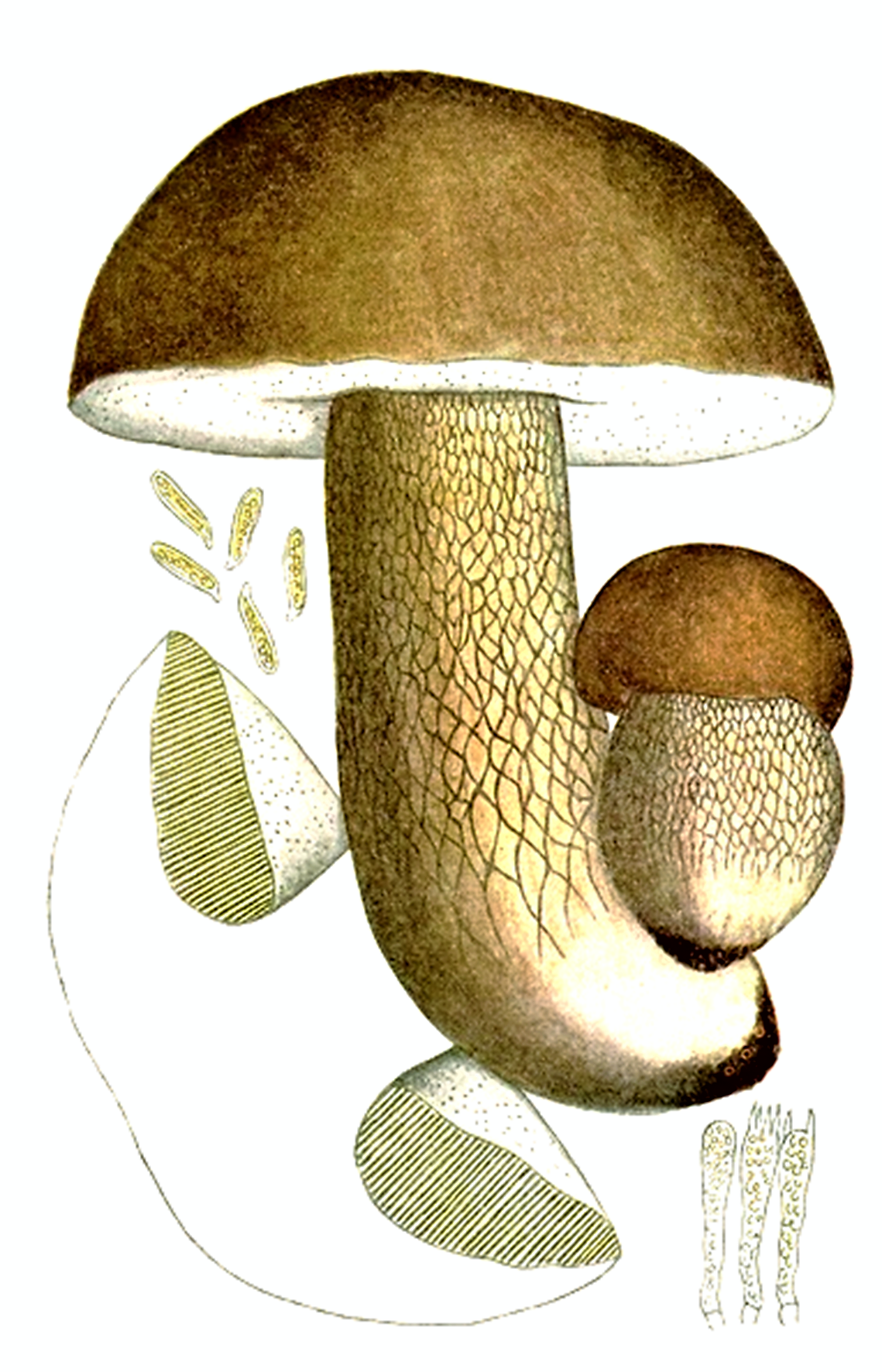
Bres.: Boletus edulis

- Pălăria: Ea are un diametru de 8-20 (30) cm, este destul de cărnoasă și consistentă, la început semisferică cu marginea răsfrântă în jos spre picior, întinzându-se apoi în formă de pernă, fiind în bătrânețe plată, ridicată, câteodată îndoită în sus, deseori brăzdată de crăpături adânci. Cuticula este uscată, dar la vreme umedă lipicioasă, la început netedă, la maturitate aproape zbârcită, nu catifelată. Coloritul variază de la palid-maroniu peste maro de nucă și gălbui-brun-închis până la maro închis, fiind în jurul marginii deseori albicioasă. Buretele are în stadiu foarte tânăr un aspect crem-albui.
- Tuburile și porii: Tuburile sunt de dimensiuni diferite, de o lungime până la 12 mm, de obicei aderente la picior și se pot îndepărta foarte ușor de pălărie. Coloritul este inițial albicios, apoi galben, galben-verzui și la vârstă verzui-măsliniu. Porii sunt mici, unghiulari, depinde de vârstă albicioși, gălbui sau gălbui-măslinii. Când sunt atinși, nu se pigmentează. Sporii sunt deschis galben-verzui netezi, fusiformi, cu o picătură în mijloc, de culoare brun-măslinie și au o mărime de 14-17 x 4,5-5,5 microni.
- Piciorul: El are o înălțime de 6-15 cm și o lățime de 3-6 cm, este tare, cărnos, foarte bont, devenind, odată cu avansarea în vârstă mai cilindric, fiind  foarte fin reticulat cu o rețea albicioasă până maronie pe toată suprafața lui, câteodată numai în partea bazei sale. Coloritul piciorului variază între albicios-crem cu nuanțe cenușii, maronii sau roșcate. Nu prezintă un inel.
- Carnea: Ea este albă, numai la început tare și compactă, devenind cu vârsta moale, buretoasă, slinoasă, chiar dizgrațioasă, în orice caz mai puțin gustoasă pe măsură ce îmbătrânește. La maturitate este zonată roșiatic sub cuticulă. Baza este adesea de aceiași culoare cu pălăria și ciuperca nu se decolorează la leziune. Mirosul este plăcut, slab de fructe, unii spun „de pădure” și gustul dulceag, amintind ceva la nuci. Specimenele ajunse la maturitate deplină pot cântări mai mult de un kilogram. Hribul cenușiu este repede năpădit de larvele țânțarilor Mycetophila fungorum, de ciuperca parazitară Sepedonium chrysospermum și de gândacul Oxyporus rufus.[3][4]

Cuticula se colorează cu Hidroxid de potasiu mai închis, iar carnea și tuburile maro.

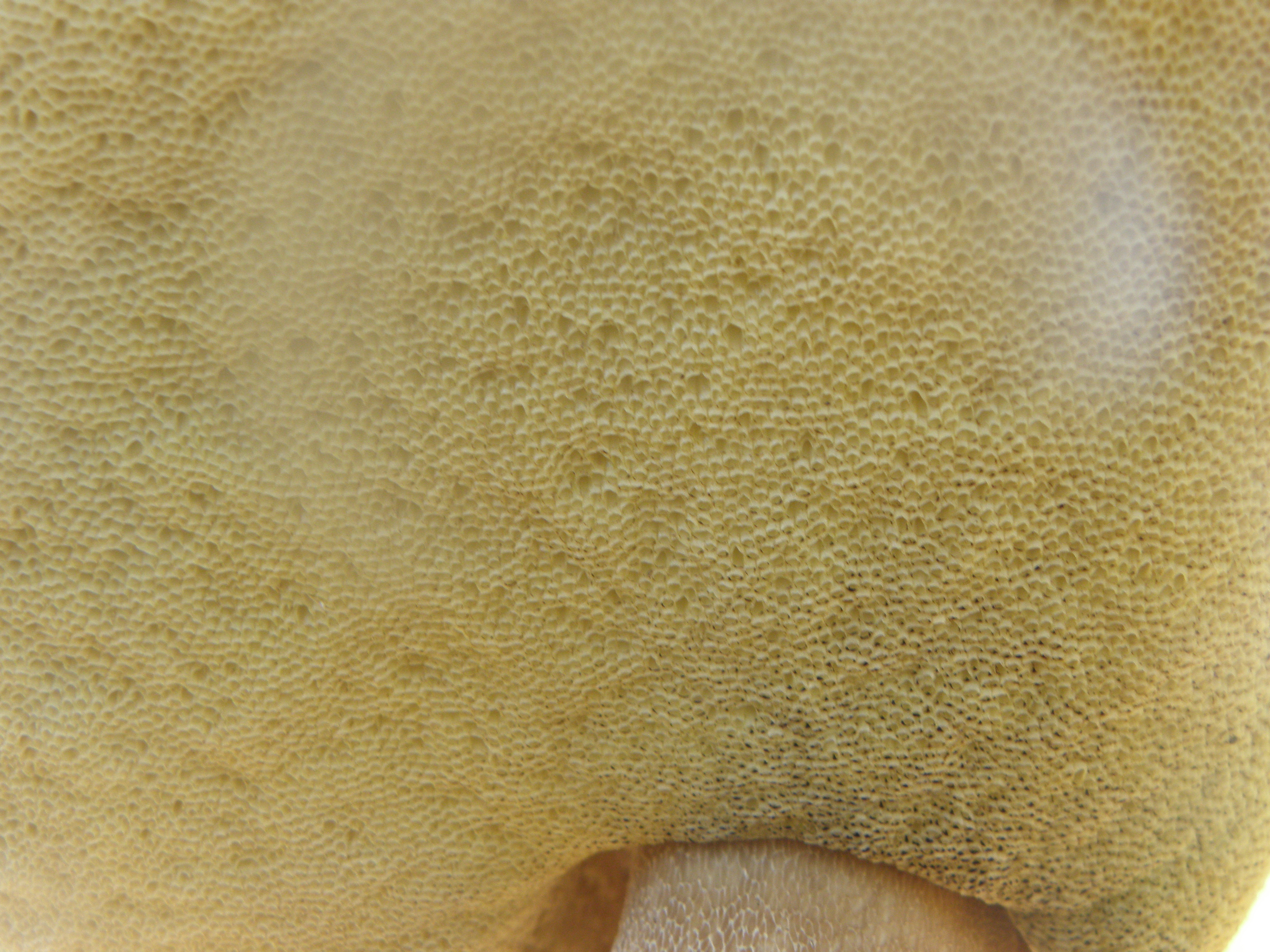
B. edulis, pori
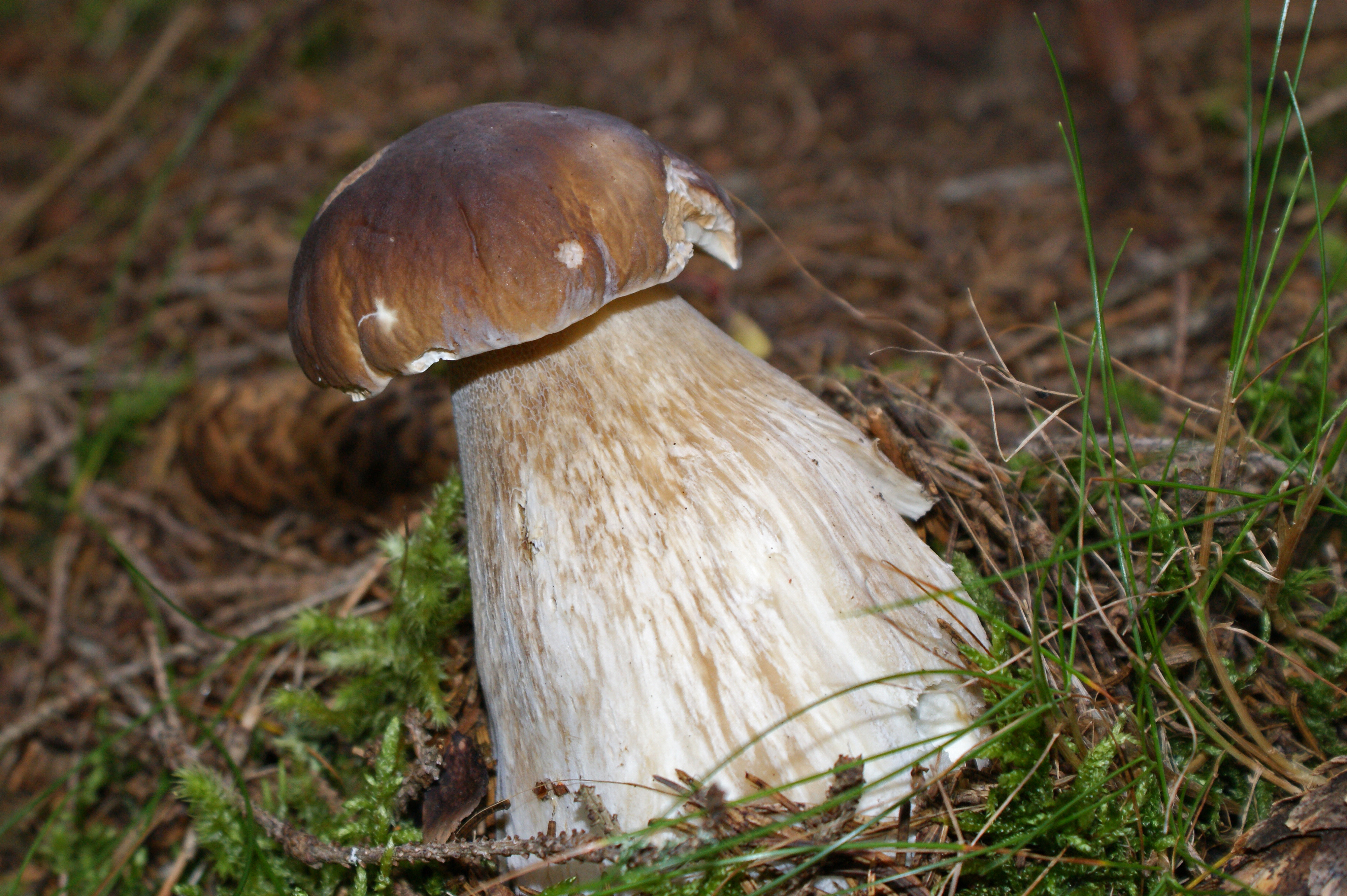
B. edulis,  picior
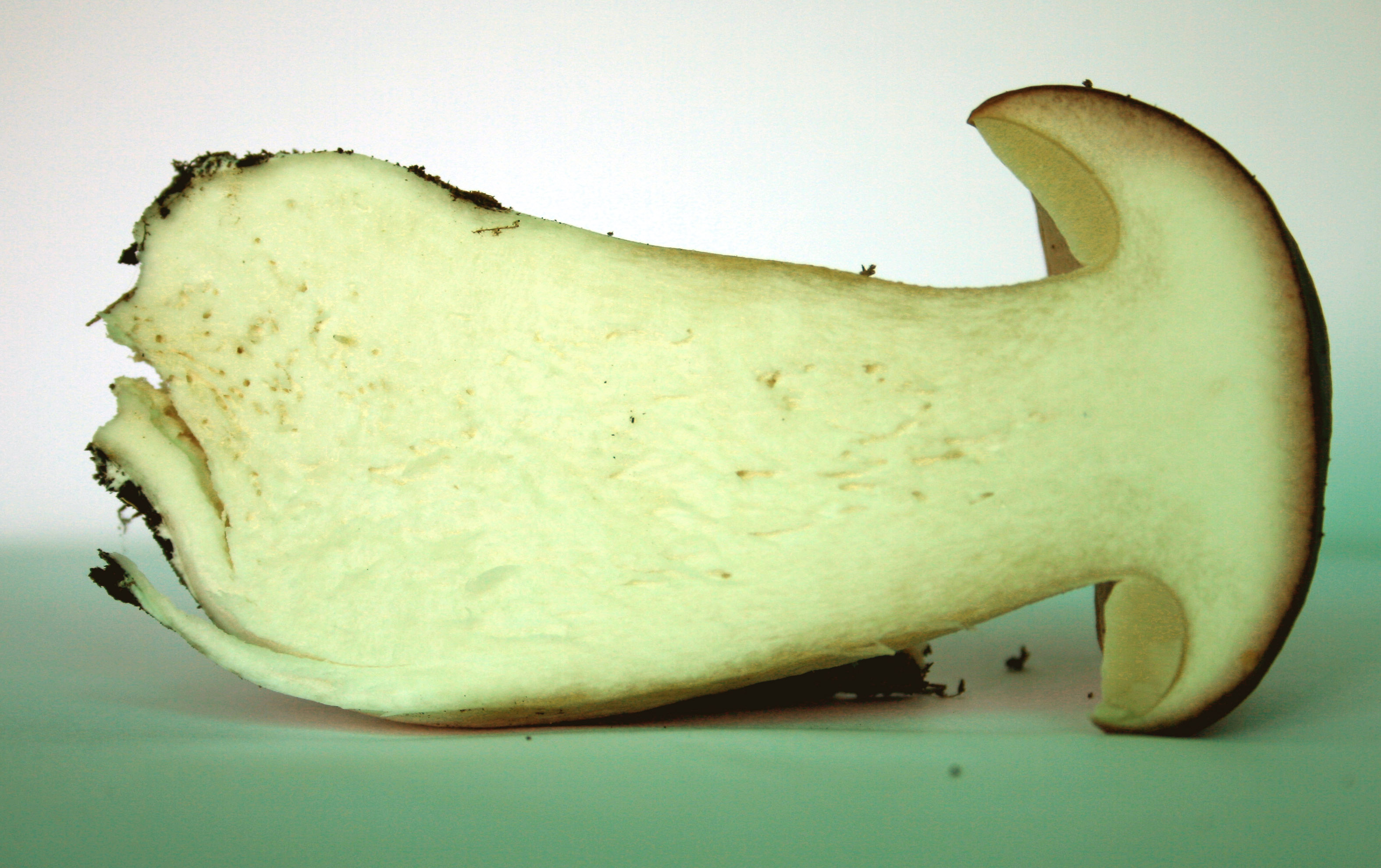
B. edulis, secțiune longitudinală
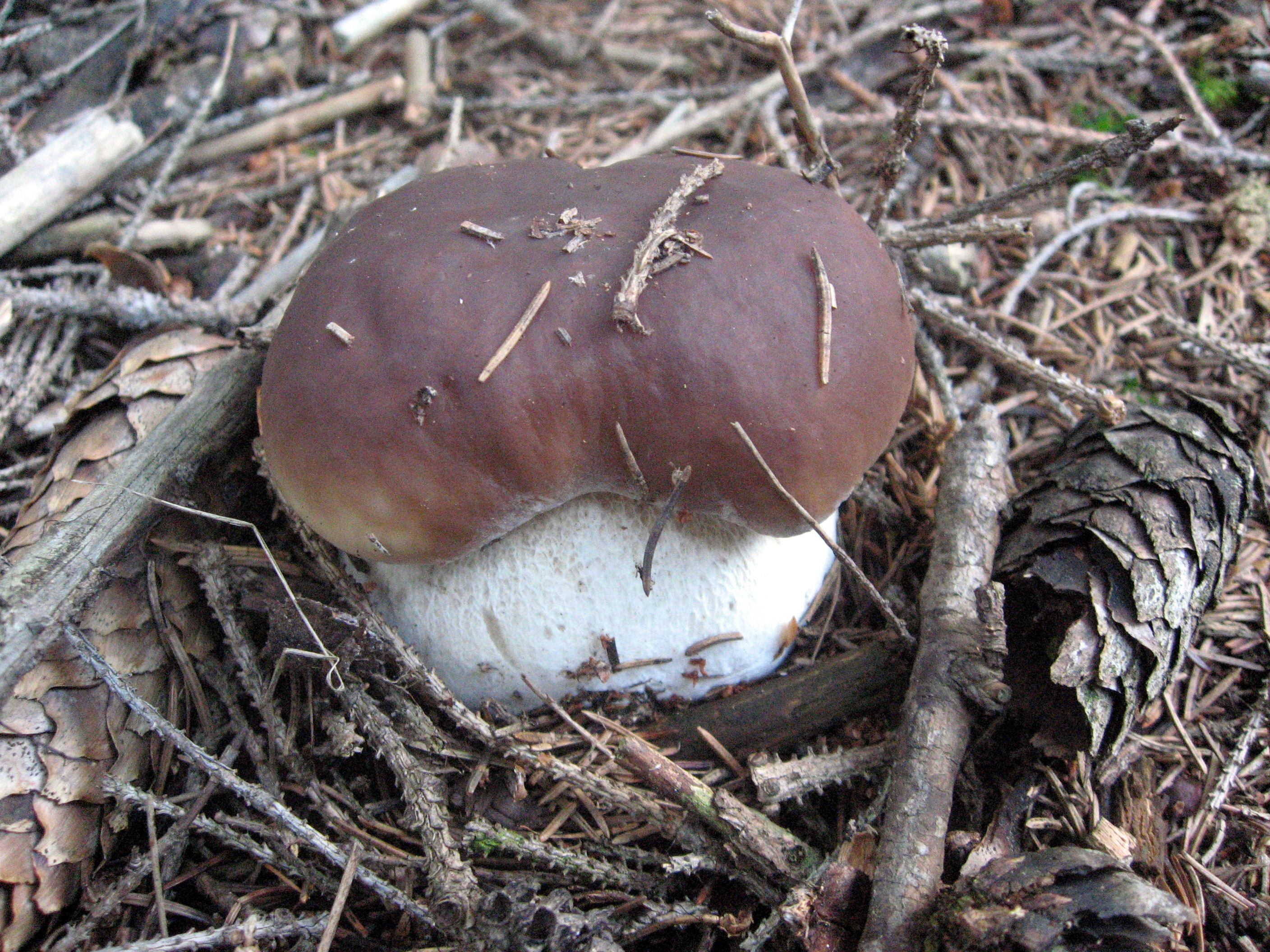
B. edulis tânăr
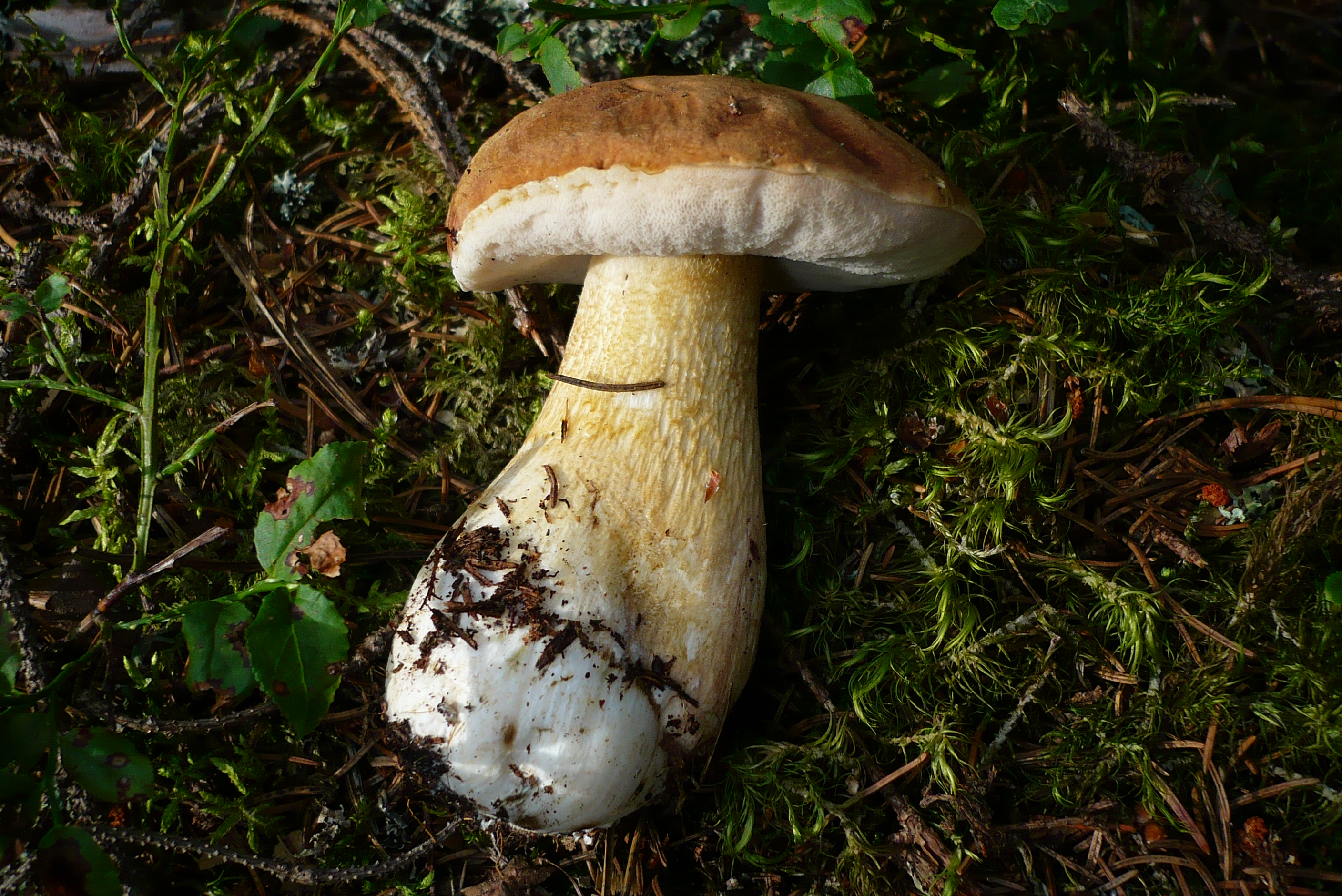
B. edulis matur
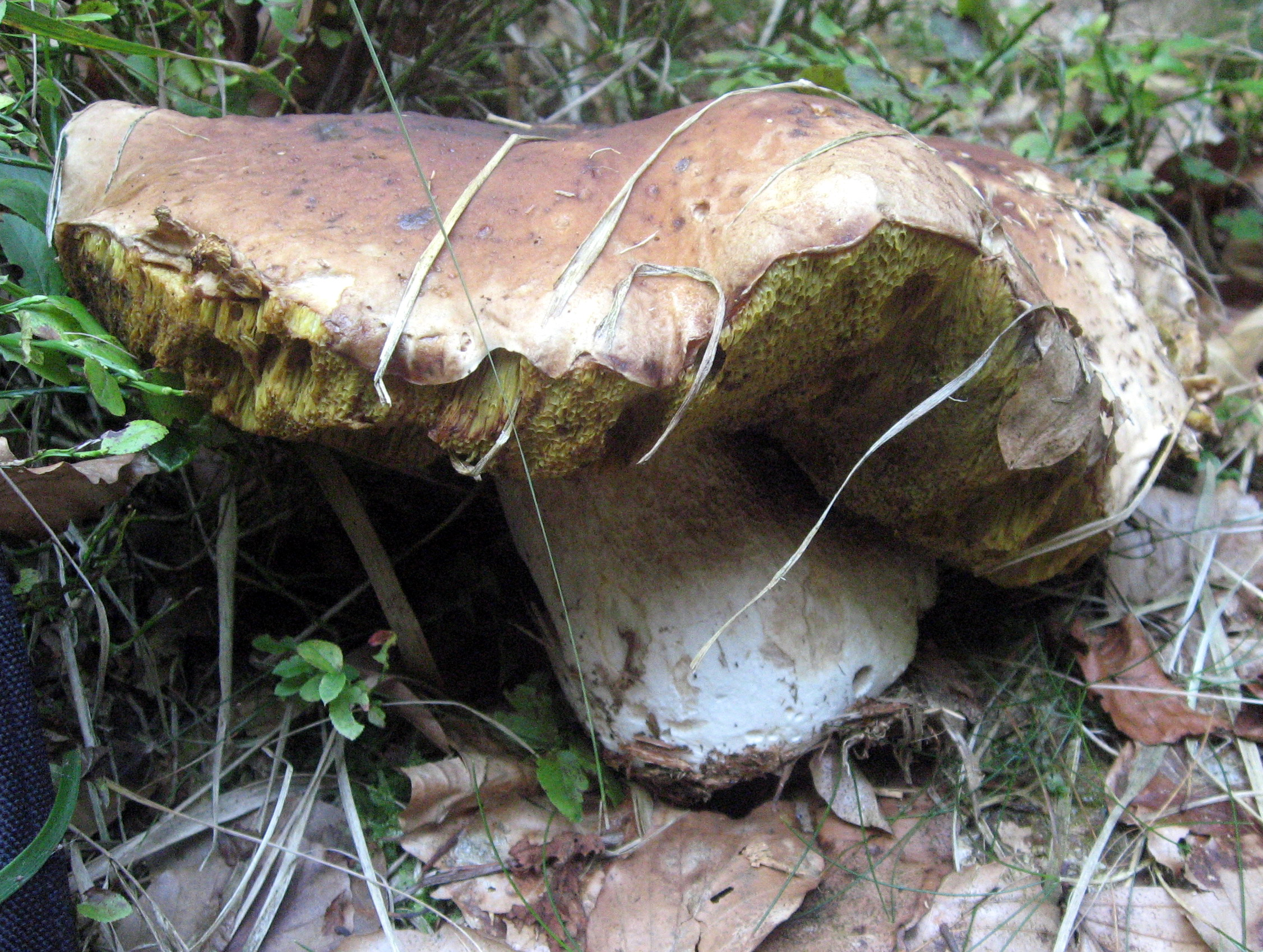
B. edulis bătrân

## Distribuție și habitat

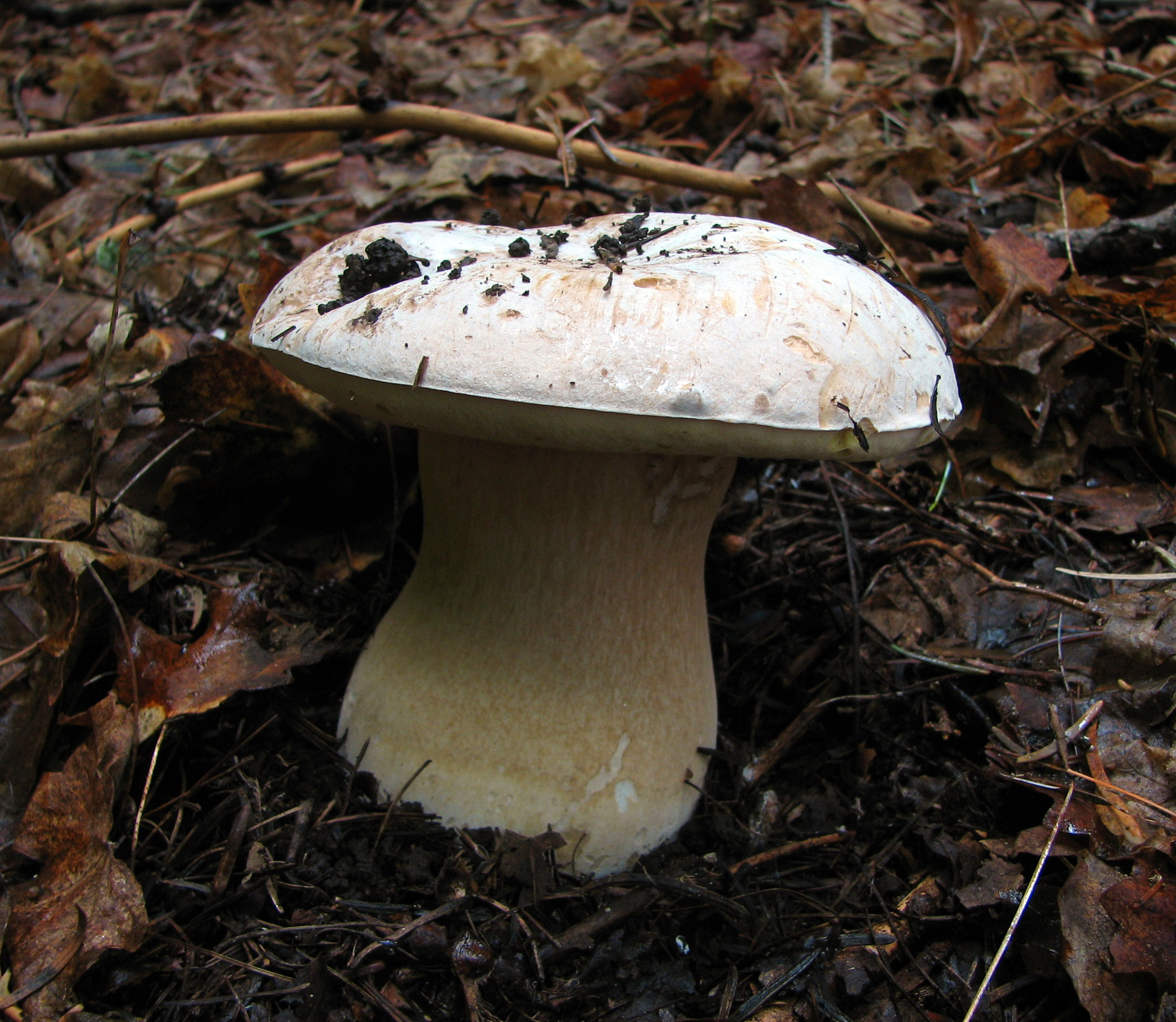
Boletus barrowsii, SUA

Boletus edulis pot fi găsite în Europa continentală din nordul Scandinaviei până în Grecia și Italia, în Asia, Mexic, Maroc și în vestul Americii de Nord, în regiunea Munților Stâncoși la altitudini de până la 3500 de metri. Ciupercile pot crește solitar sau în grupuri. Își au habitatul pe suprafețe dominate de arbori de stejar (Quercus robur, Quercus petrea, Quercus palustris), pin (Pinus sylvestris), molid, castan (Castanea sativa), mesteacăn (Betula pendula), fag (Fagus sylvatica) și brad. Dau roade din iunie până în noiembrie, după ploi abundente. 
Hribul poate fi găsit toamna în Siria și Liban, unde crește în grupuri mari lângă cioturile putrezite de stejar. Ea este una dintre puținele ciuperci comestibile care crește în Emisfera Sudică: alături de diferite specii de pin în Africa de Sud și în apropierea teiului în Noua Zeelandă.
Crește în regiunea Borgotaro din apropiere de Parma, în Italia, unde are un statut de Denumire de origine protejată.
Boletus edulis a fost găsit în păduri de tei (Tilia) din apropierea orașului Christchurch în Noua Zeelandă. În Africa de Sud crește din abundență în pădurile de pini de pe cuprinsul țării, de mai bine de cincizeci de ani. Nu este o ciupercă specifică Africii de Sud, de aceea se consideră că a fost introdusă accidental odată cu pinii importați.
În anumite regiuni din Colorado și New Mexico (probabil și în alte regiuni) există specia Boletus barrowsii, denumită după descoperitorul ei, Chuck Barrows. Este o micoriză (asociație simbiotică între ciuperci și rădăcinile plantelor superioare) cu Pinus ponderosa (pinul galben) și altfel are tendința să crească în zone unde plouă mai puțin. Unii o găsesc la fel de bună, sau chiar mai bună decât Boletus edulis.

## Specii înrudite
În România  este permisă recoltarea sau achiziția următoarelor specii de Boletaceae pe lângă Boletus edulis, conform Ordinului numărul 246 din 14 aprilie 2006: 
| - Boletus aereus: Hrib pucios, hrib negru, hrib arămiu - Boletus badius sin Imleria badia: hrib murg - Boletus calopus: hrib frumos, hrib cu picior frumos (necomestibil) - Boletus erythropus: mânătarcă țigănească, hrib cărămiziu | - Boletus luridus: buretele vrăjitoarei, mitarcă grasă, pitarcă - Boletus subtomentosus: buza caprei - Leccinum scabrum: burete călugăresc,mitarcă grasă, pitarcă aspră - Suillus grevillei: untoasa cu inel |

Dar există mai multe alte specii care aparțin genului respectiv familiei, unele comestibile, altele otrăvitoare cu care hribul cenușiu poate fi confundat. Pentru începători se recomandă însă, să nu recolteze exemplare prea tinere, pentru a nu le confunda cu alte specii necomestibile sau chiar otrăvitoare. Aici câteva exemple din familia Boletaceae: Boletus appendiculatus (comestibil, mai mic, pori galbeni, carne gălbuie care se colorează albăstrui după tăiere), Boletus aestivalis sin. Boletus reticulatus (hrib de vară) (comestibil, gemenul lui), Boletus calopus (necomestibil, foarte amar, pori gălbui), Boletus erythropus (comestibil, crud neprielnic), Boletus fragrans (comestibil, mai mic, pori galbeni, se colorează ușor albăstrui după leziune), Boletus impolitus sin. Hemileccinum impolitum (comestibil), Boletus junquilleus (gustos, mai deschis gălbui, spori gălbui), Rubro(boletus) lupinus sin. Boletus splendidus (suspectat otrăvitor, pori roșii), Boletus luridus (buretele vrăjitoarei) (comestibil, crud neprielnic), Boletus pulverulentus (de calitate mediocră, porii tind spre roșu), Boletus radicans (necomestibil, amar, picior fără roșu, crește numai în păduri foioase), Boletus speciosus  (comestibil), Boletus splendidus ssp. moseri Boletus (Rubroboletus) satanas (buretele dracului) (otrăvitor, cuticulă de culoare deschisă), Gyroporus castaneus (comestibil, mai mic, tuburi și pori albicioși, pulberea sporilor galben ca lămâia) sau Tylopilus felleus (necomestibil).

## Specii asemănătoare în imagini

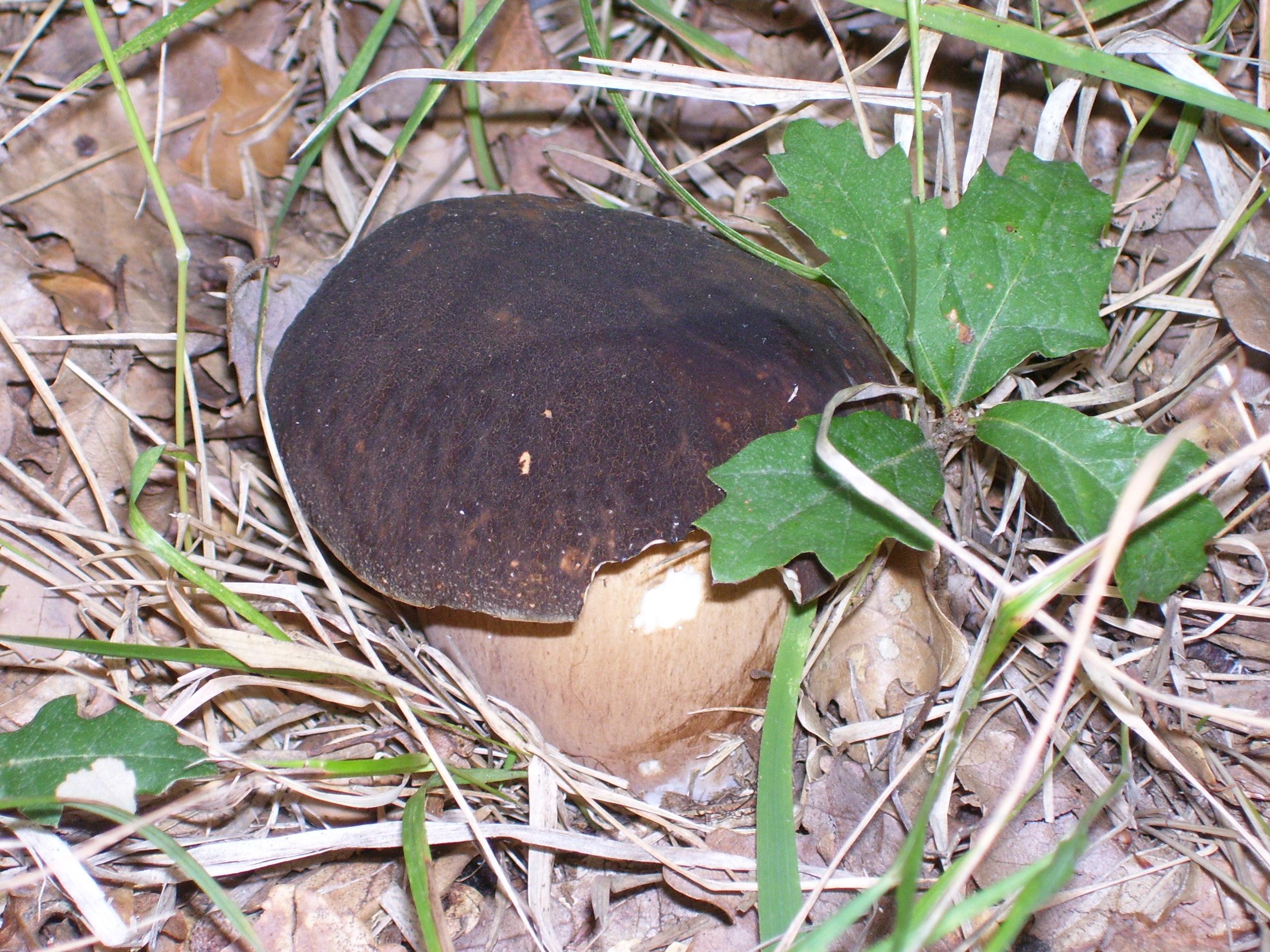
Boletus aereus
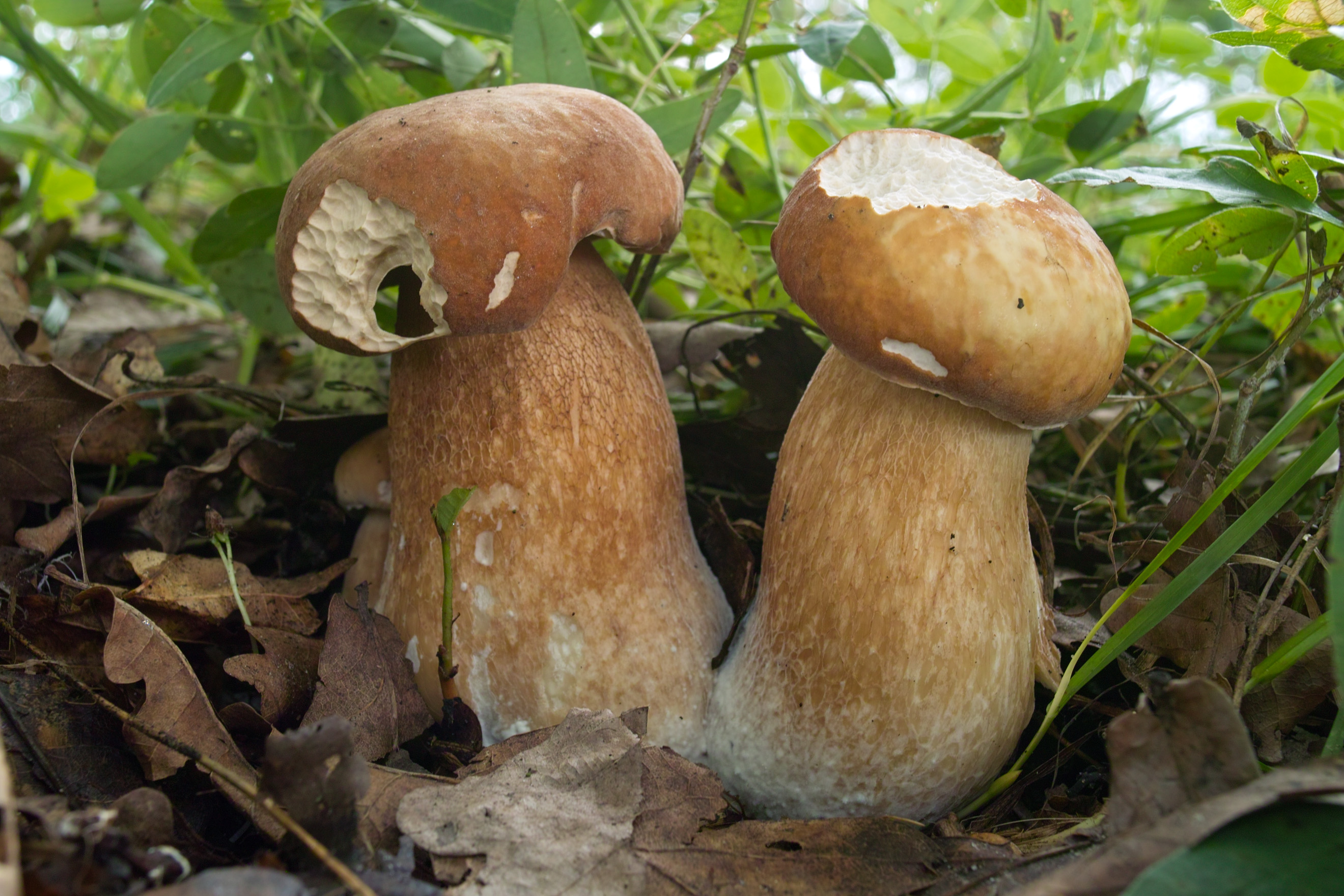
Boletus aestivalis
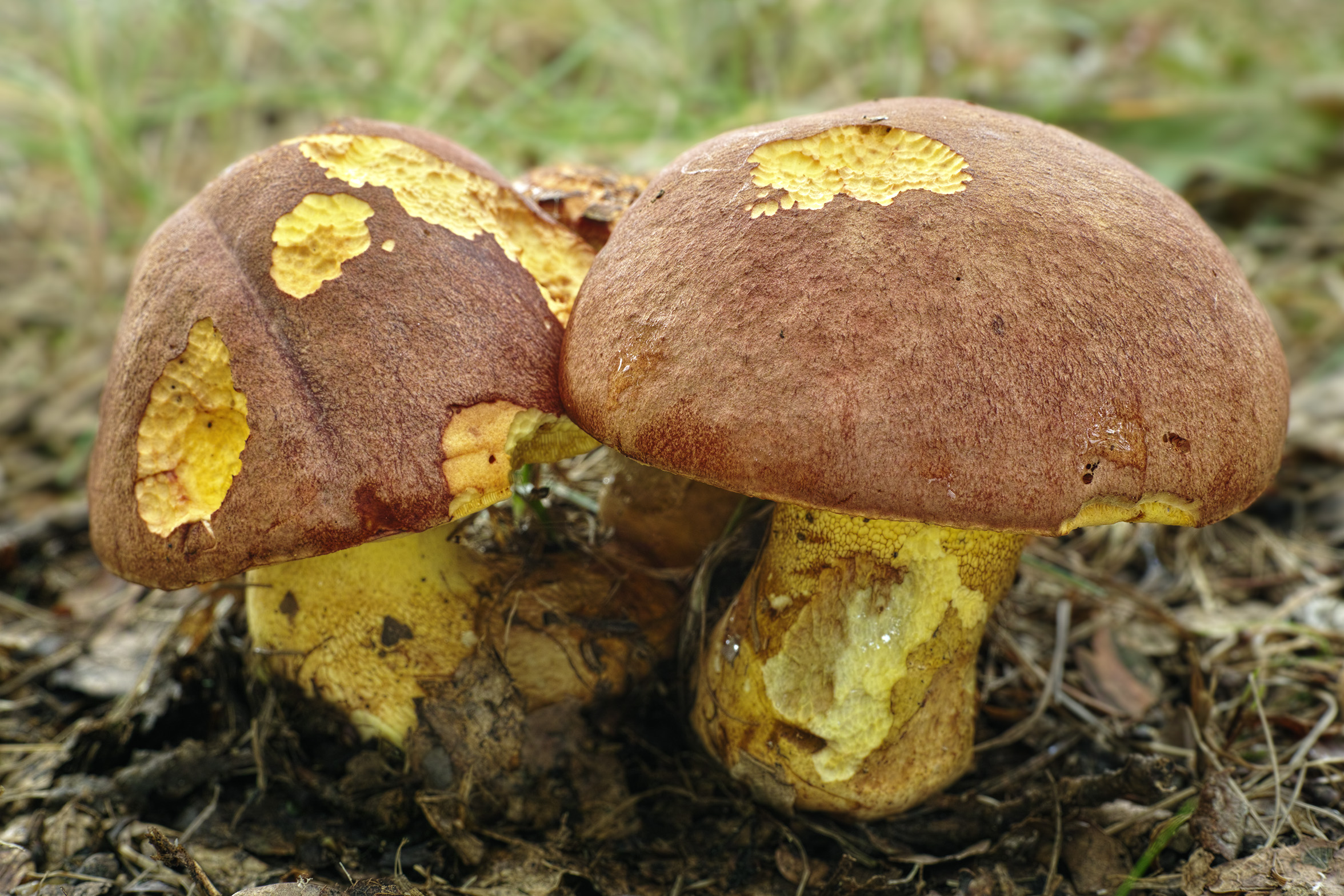
Boletus appendiculatus
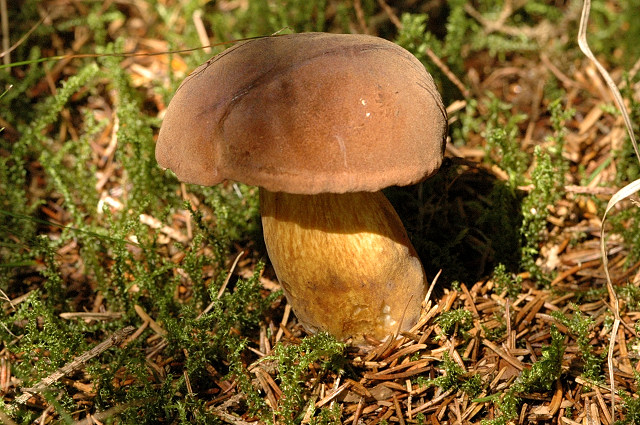
Boletus badius
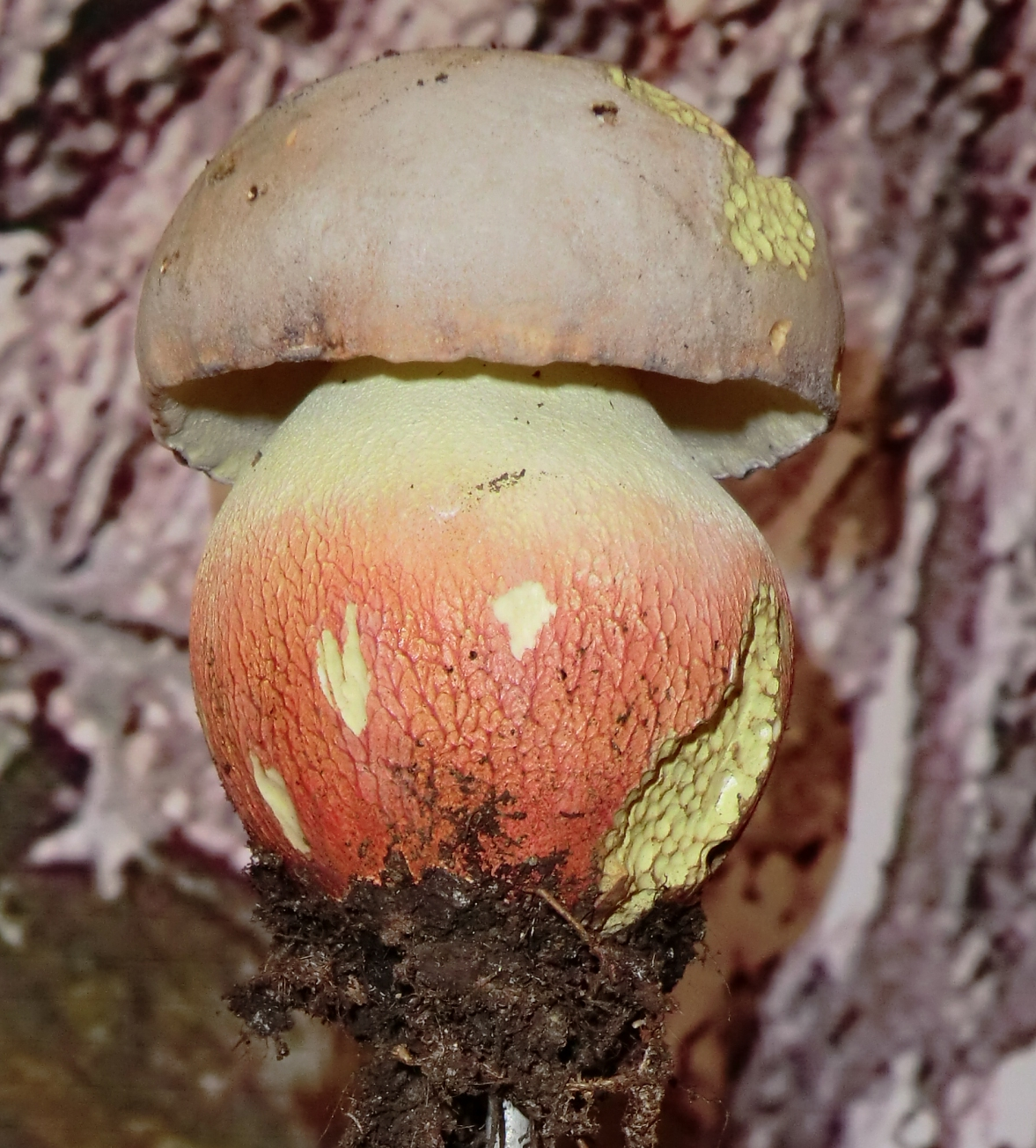
! Boletus calopus !
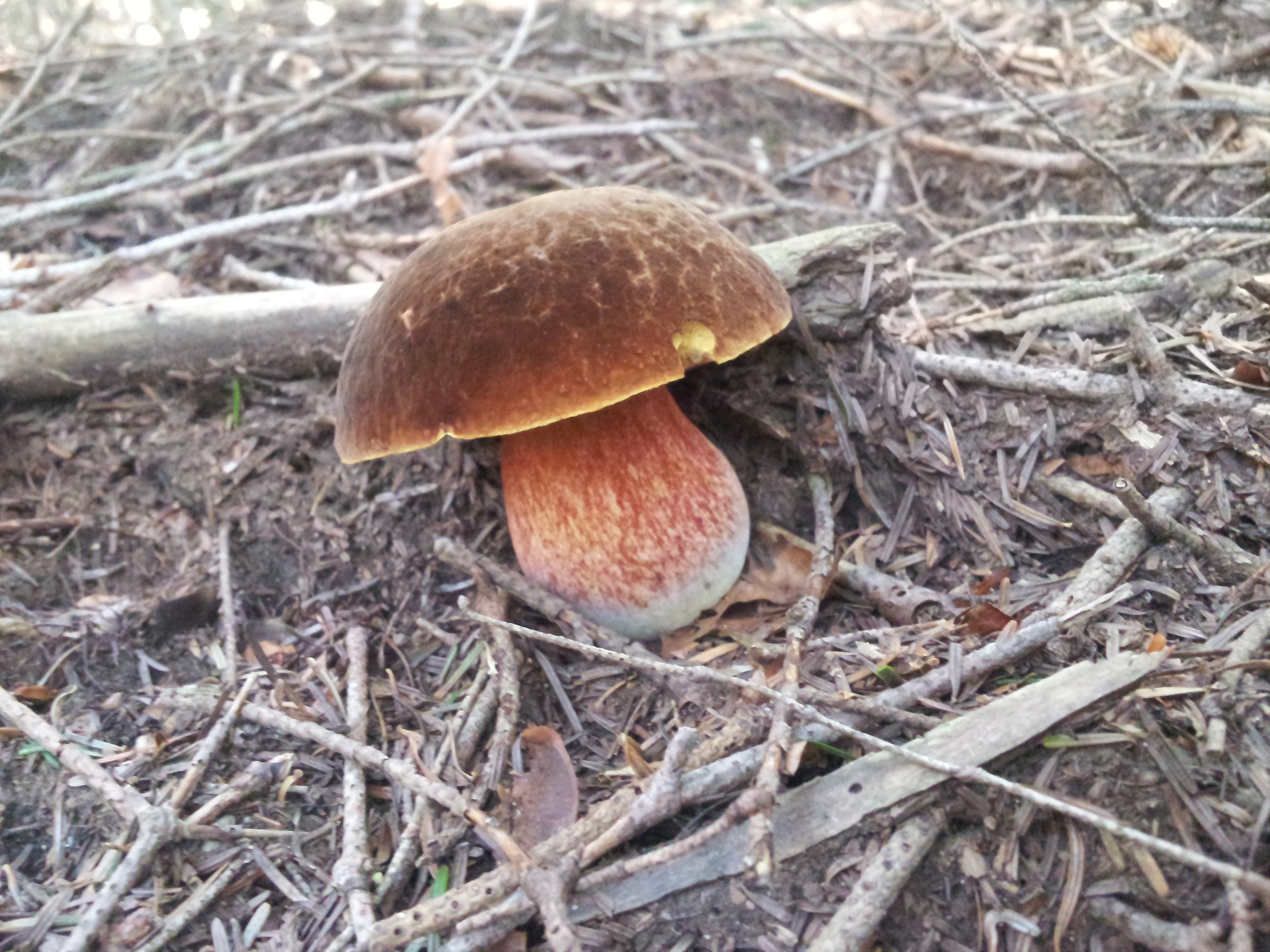
Boletus erythropus
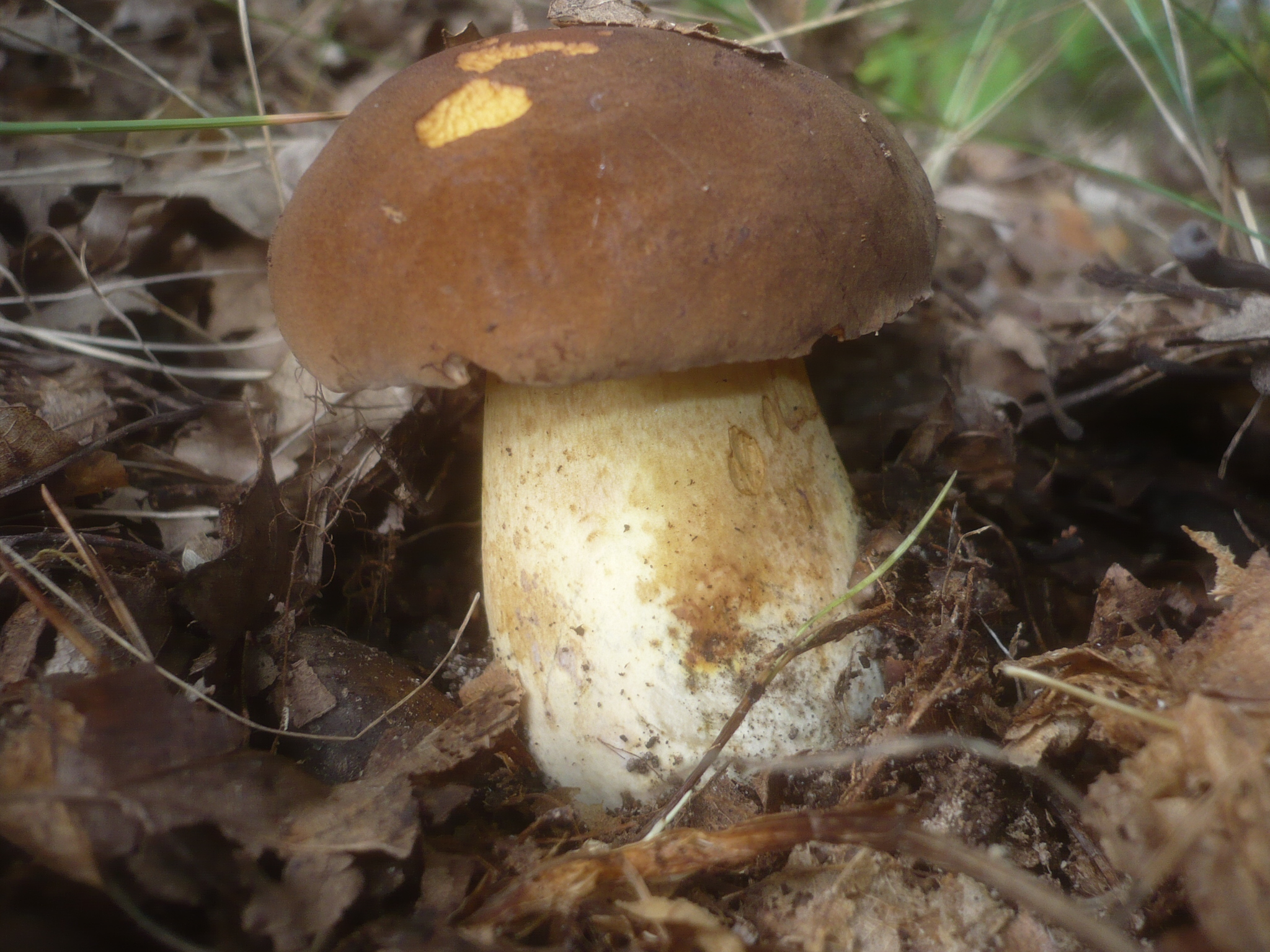
Boletus fragrans
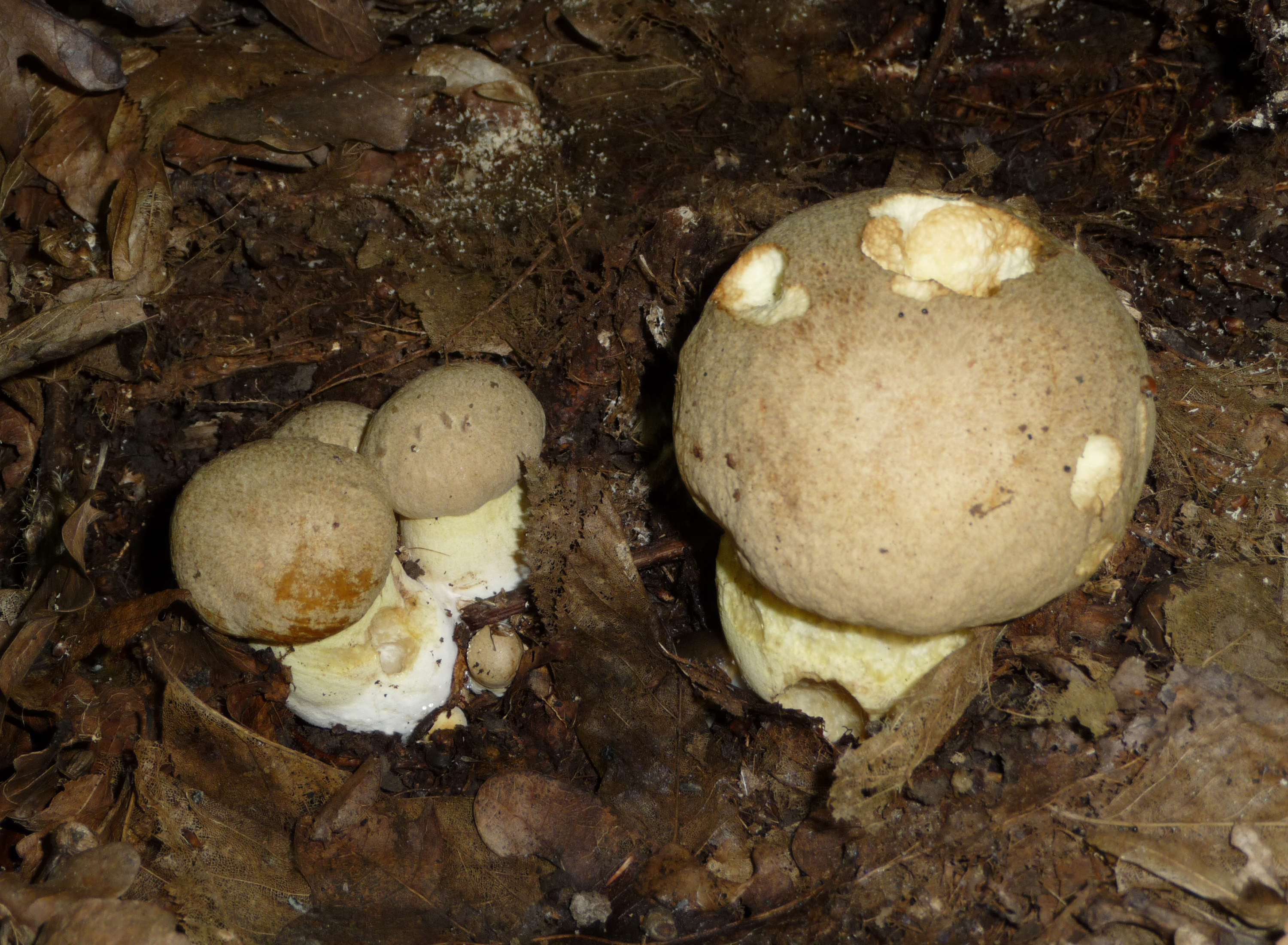
Boletus impolitus
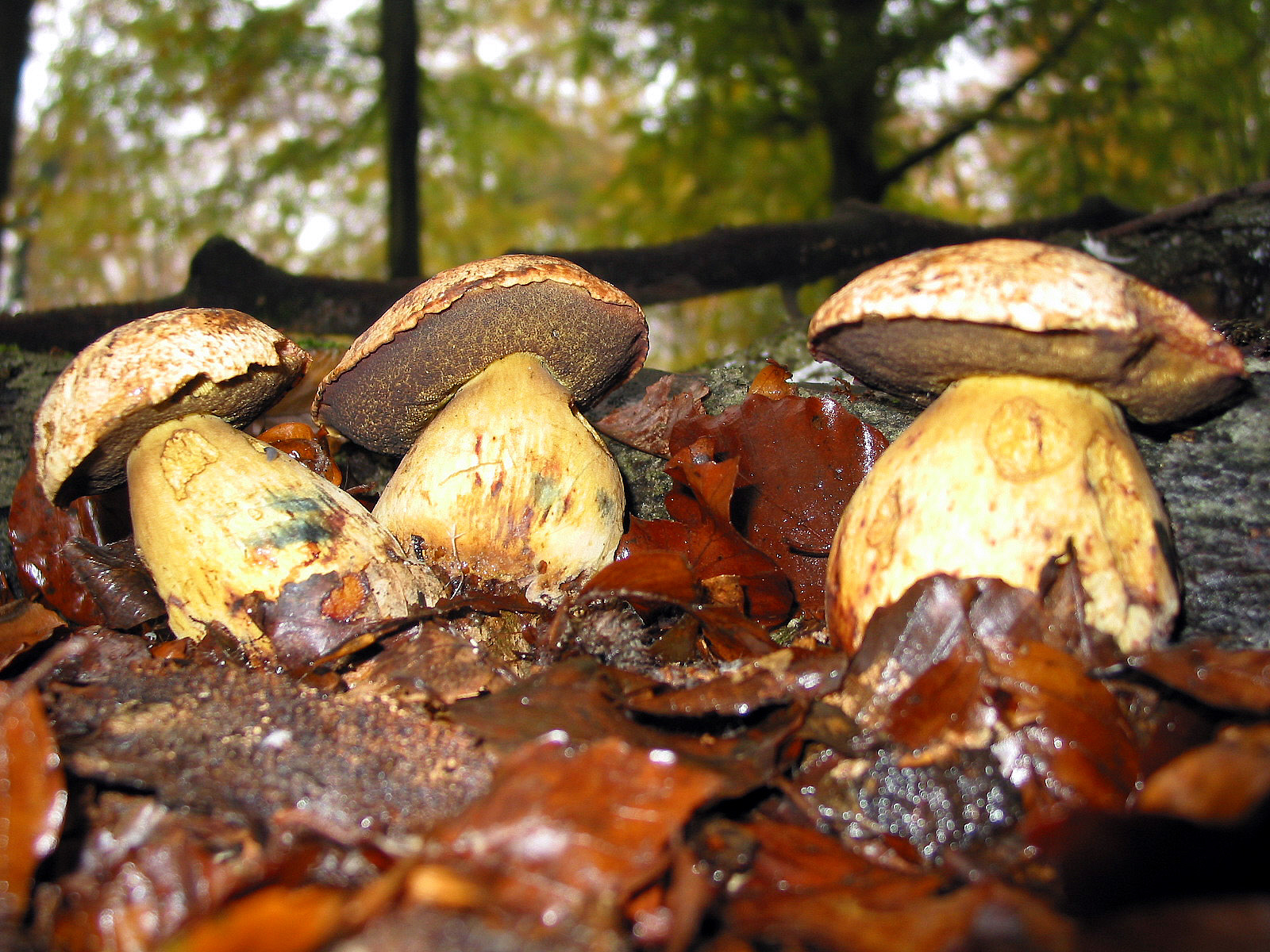
Boletus junquilleus
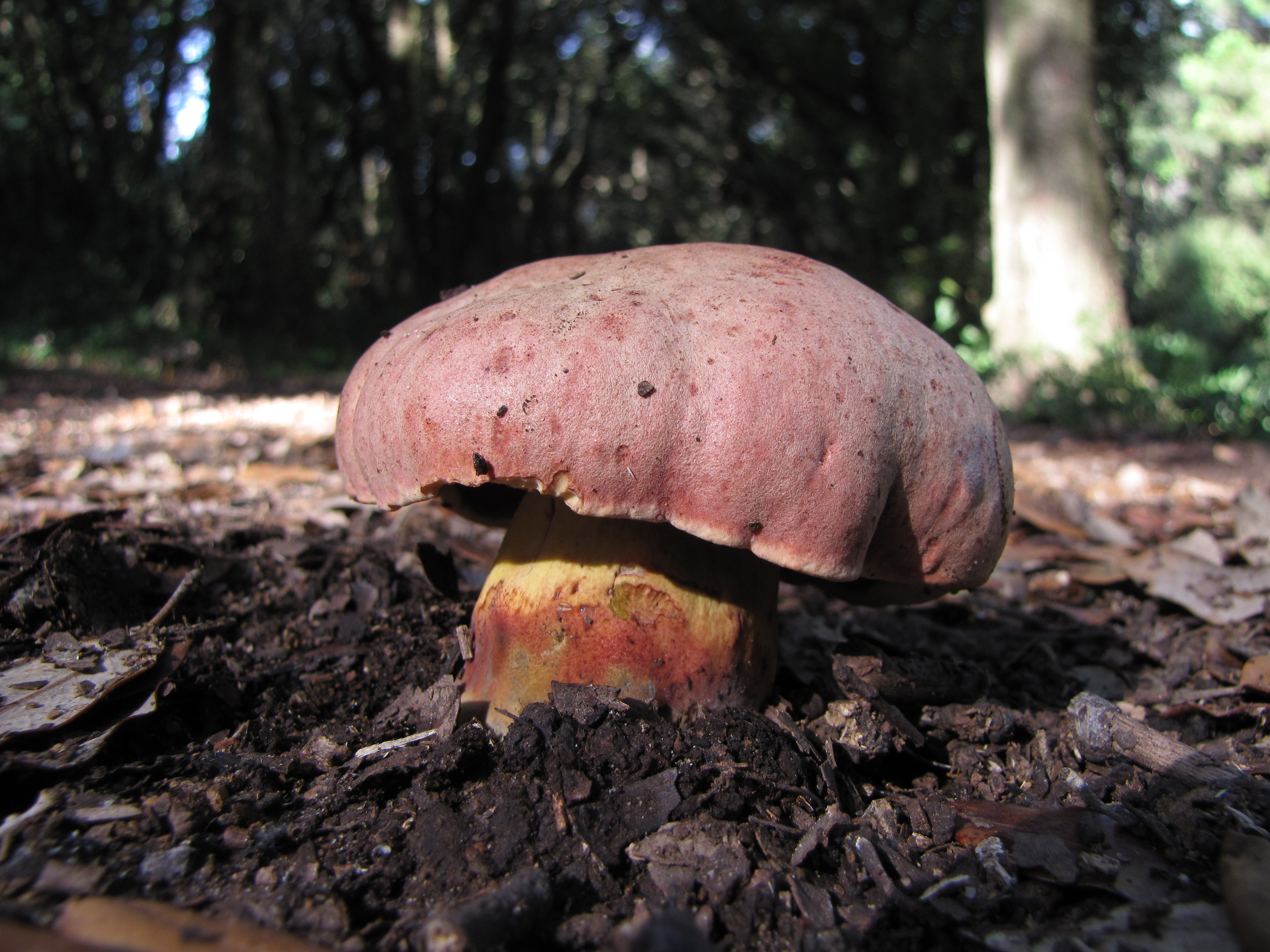
Boletus Lupinus

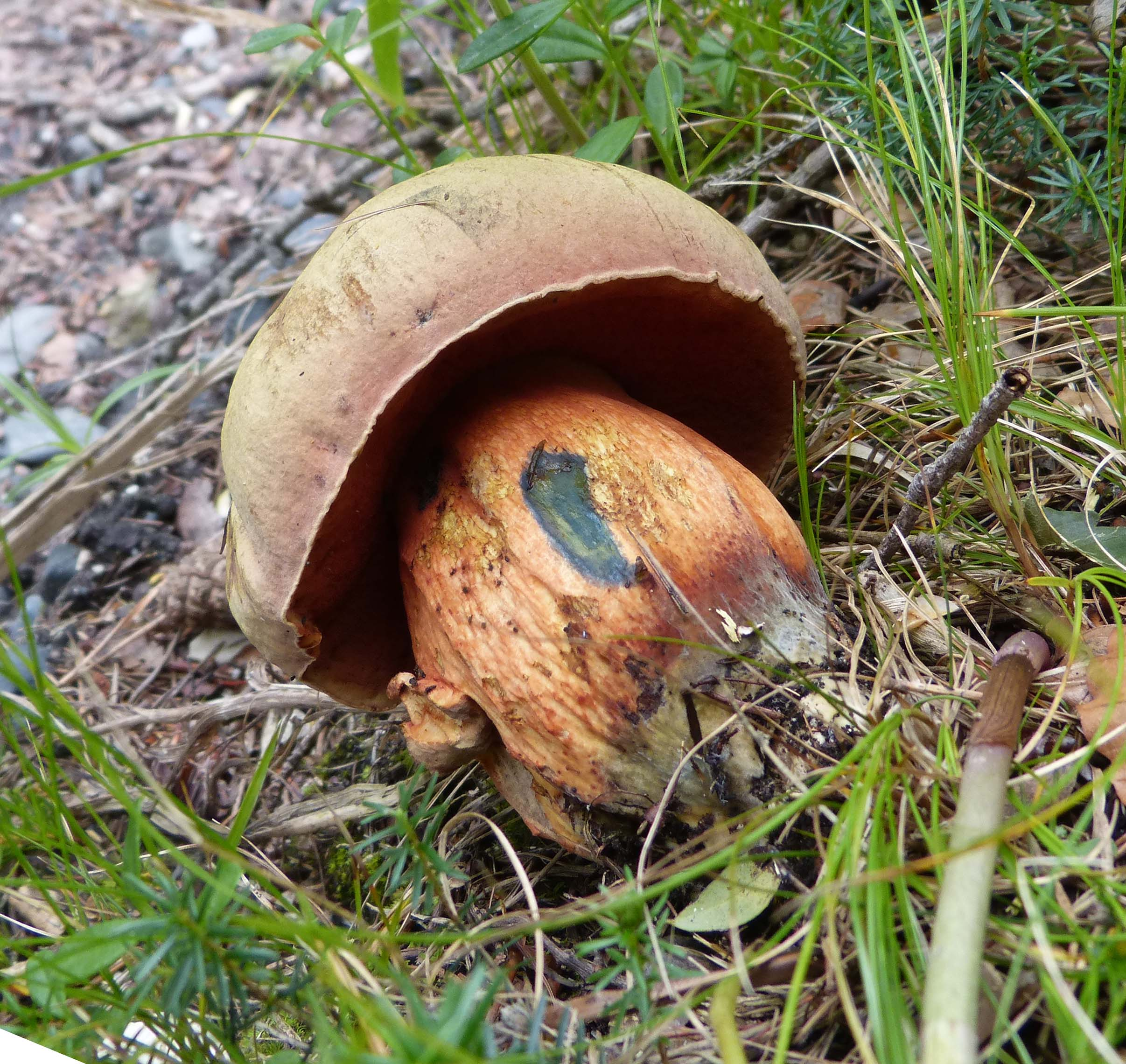
Boletus luridus
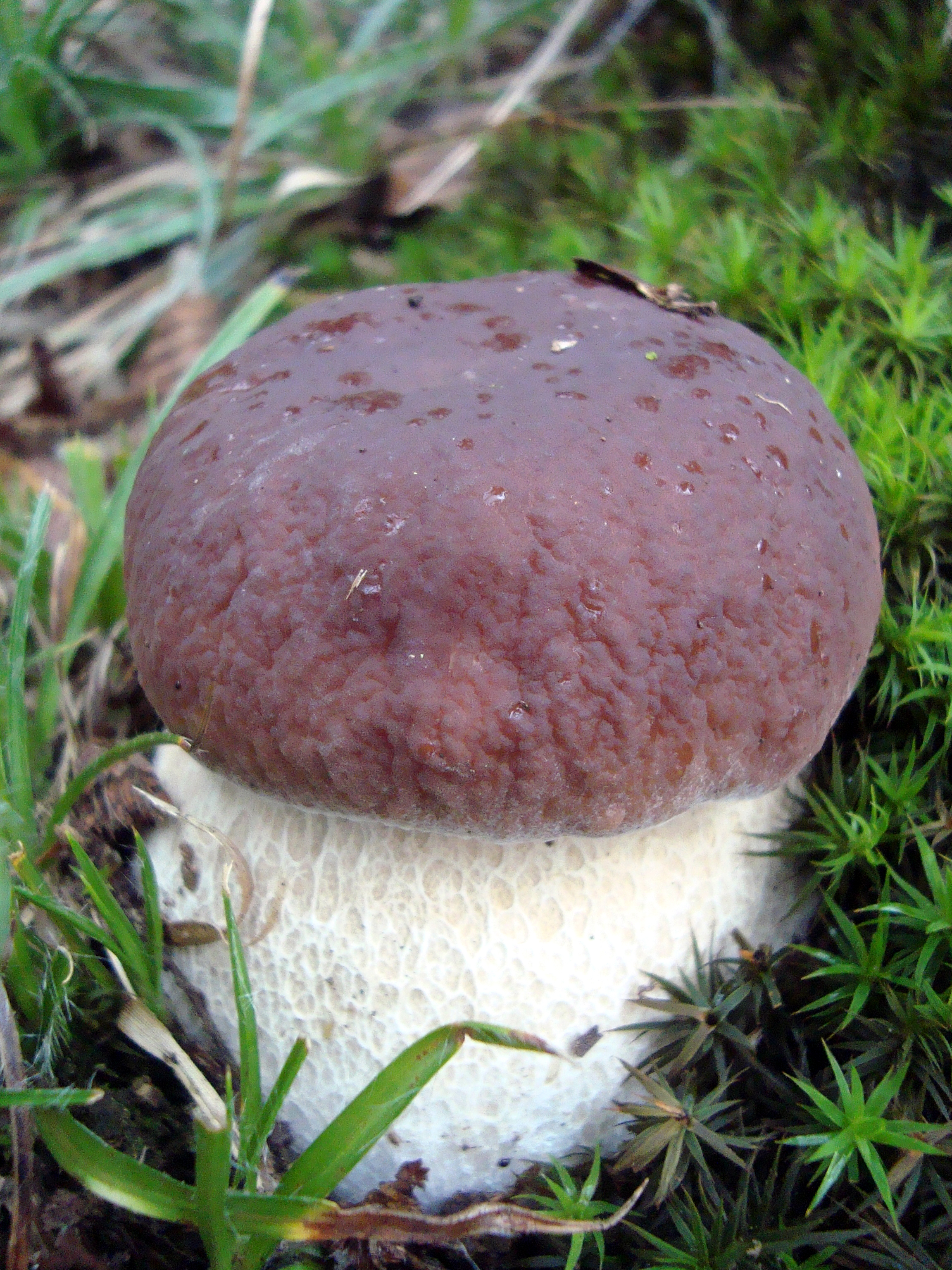
Boletus pinicola
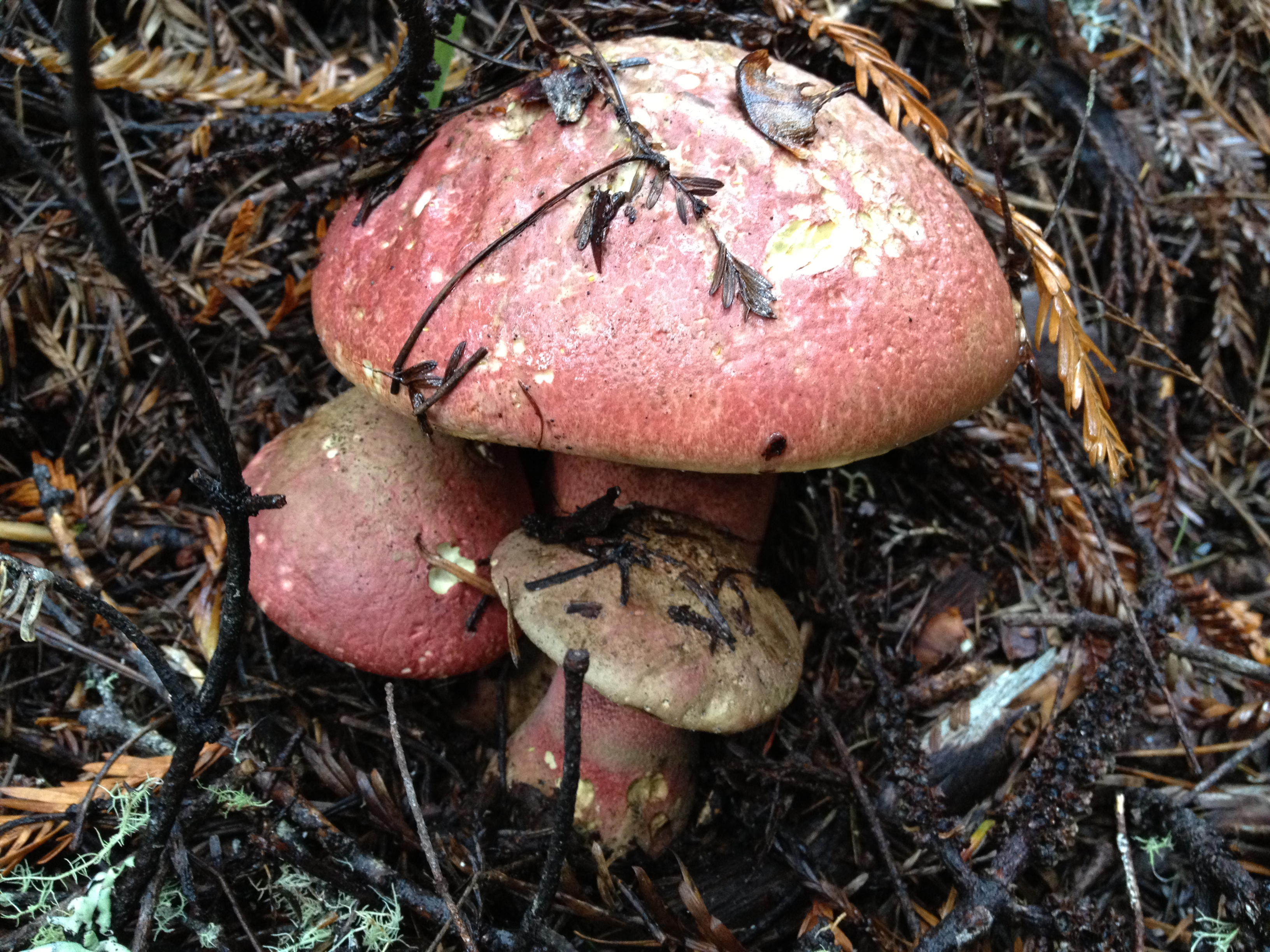
Boletus pulcherrimus
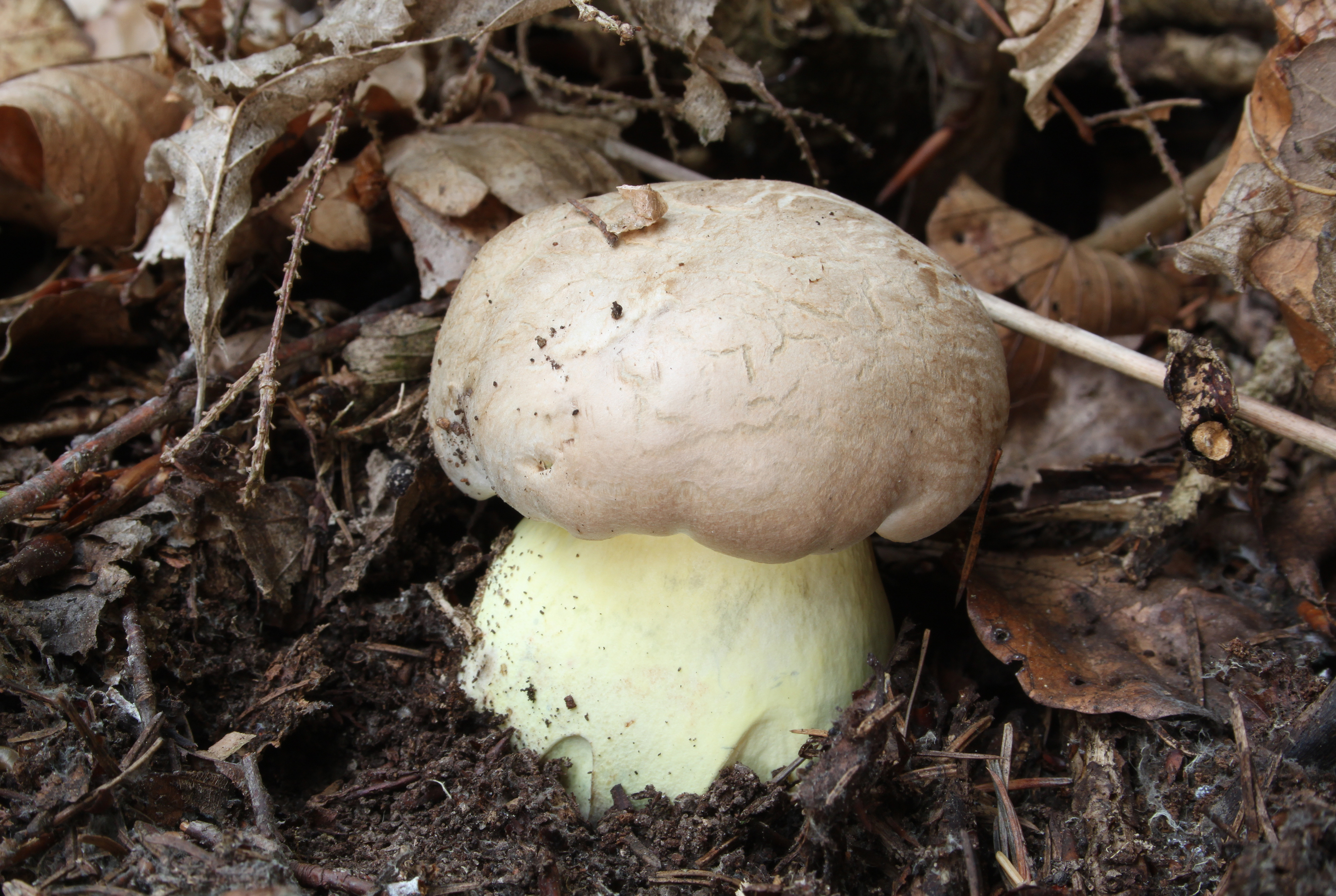
! Boletus radicans !
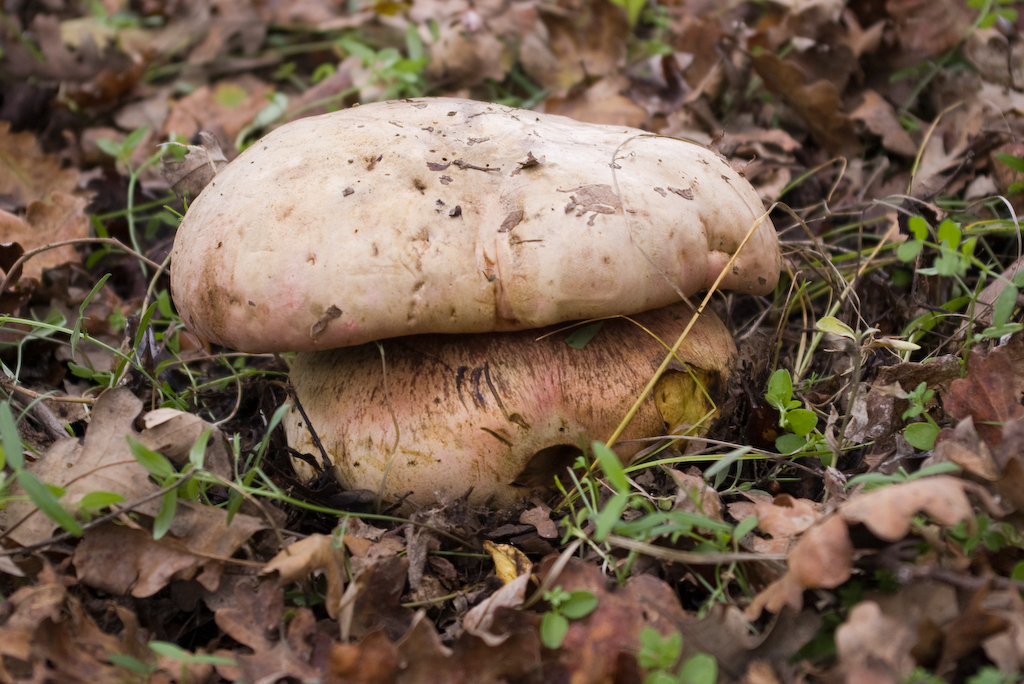
!! Boletus satanas !!
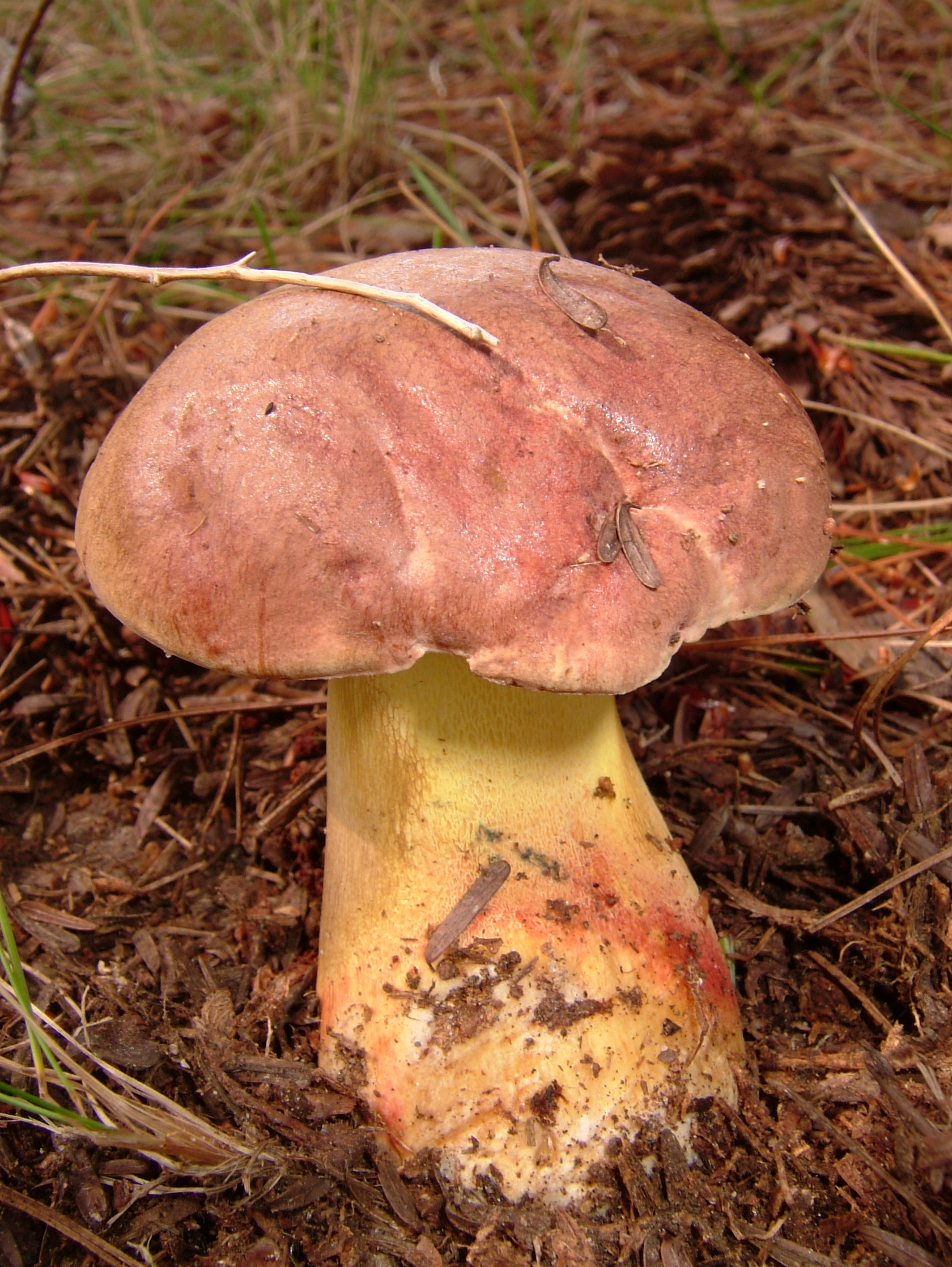
Boletus speciosus
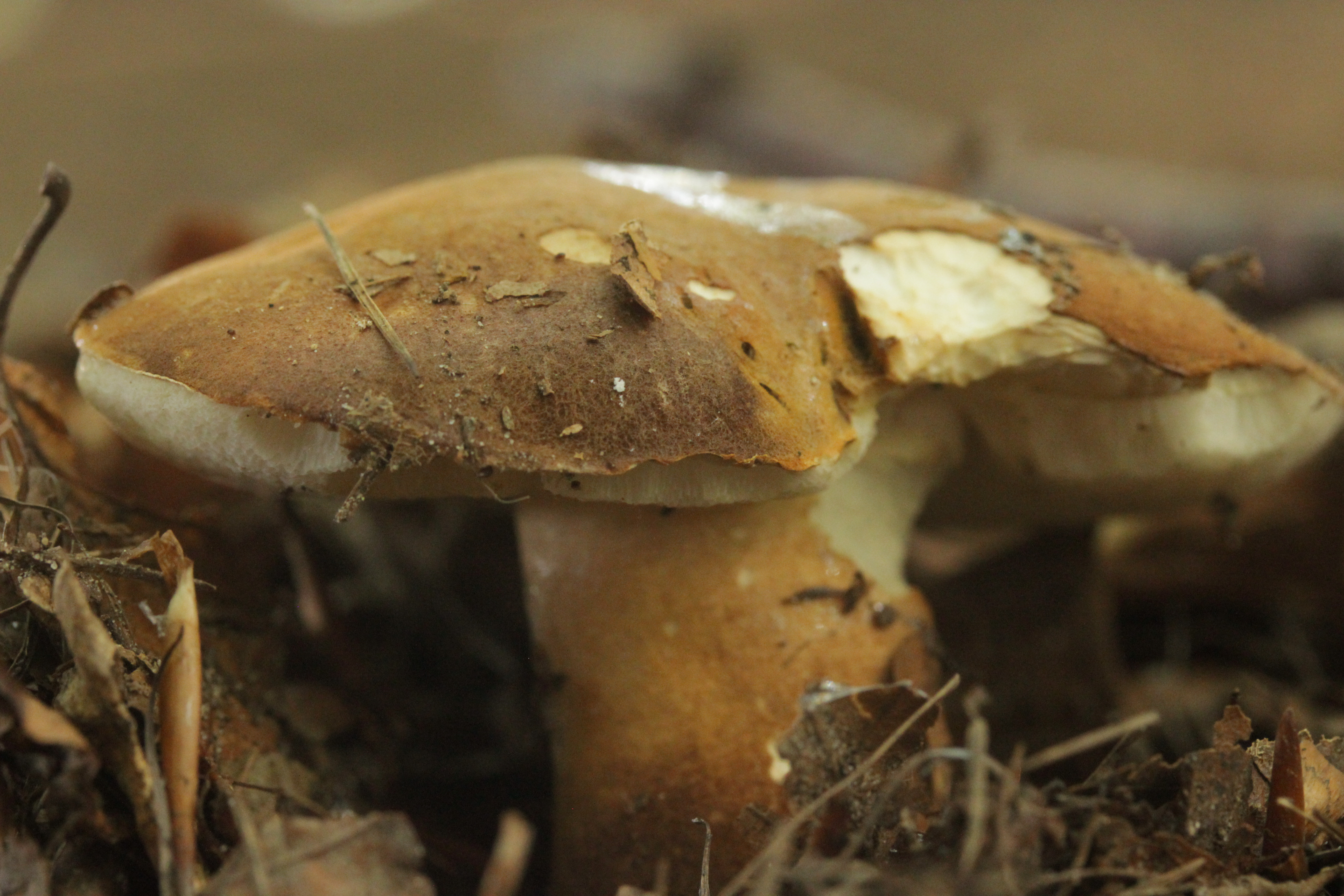
Gyrosporus castaneus
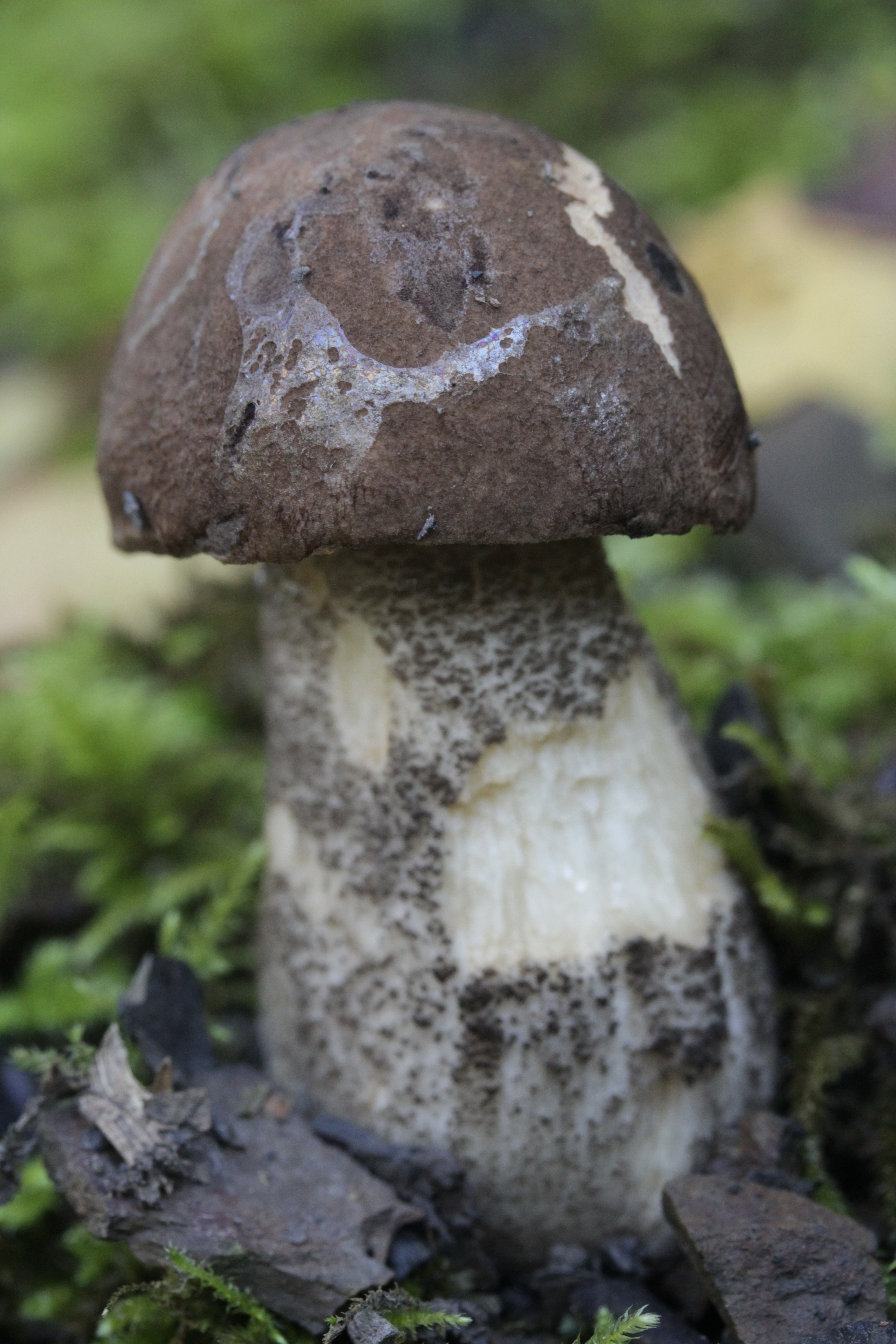
Leccinum scabrum
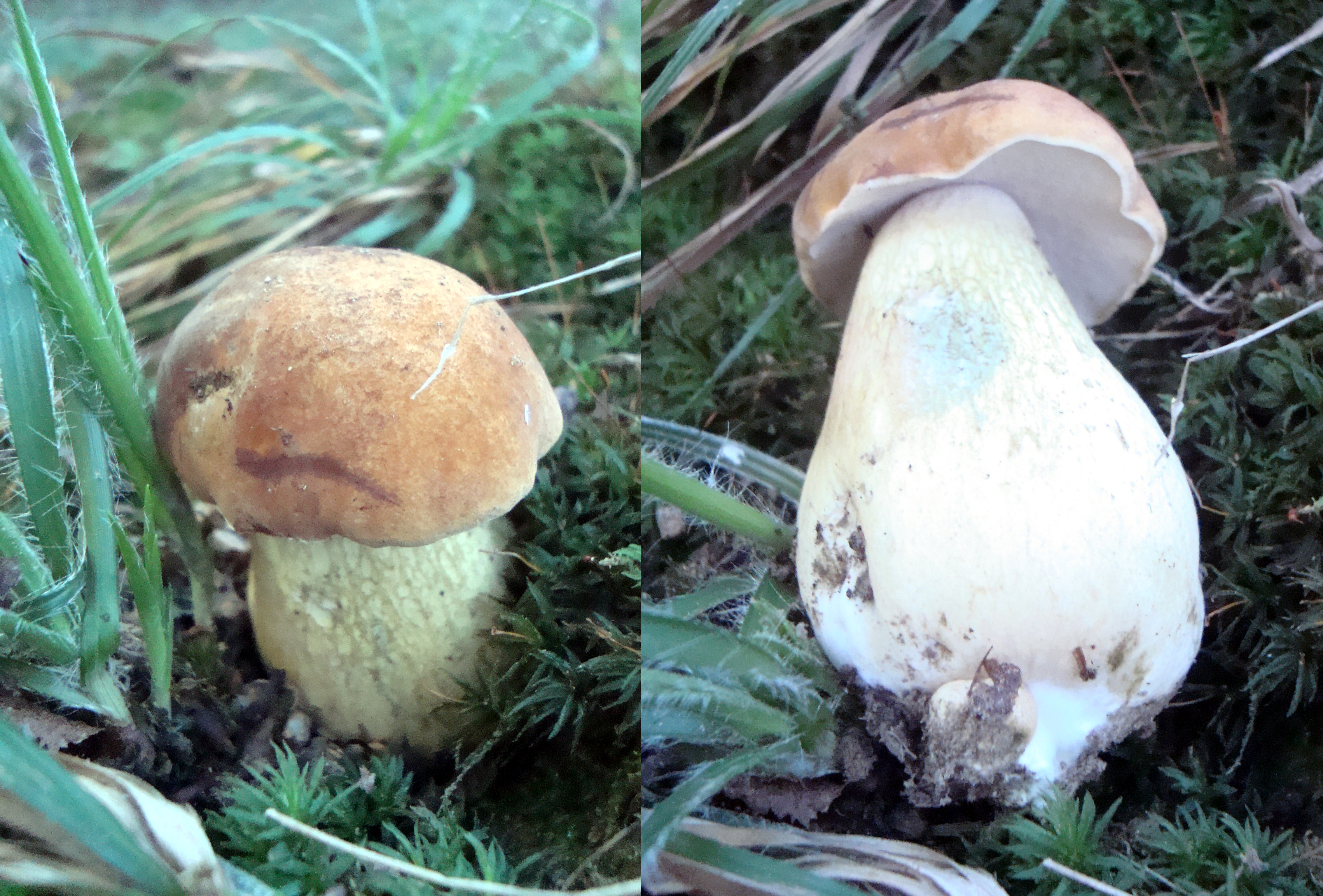
! Tylopilus felleus !
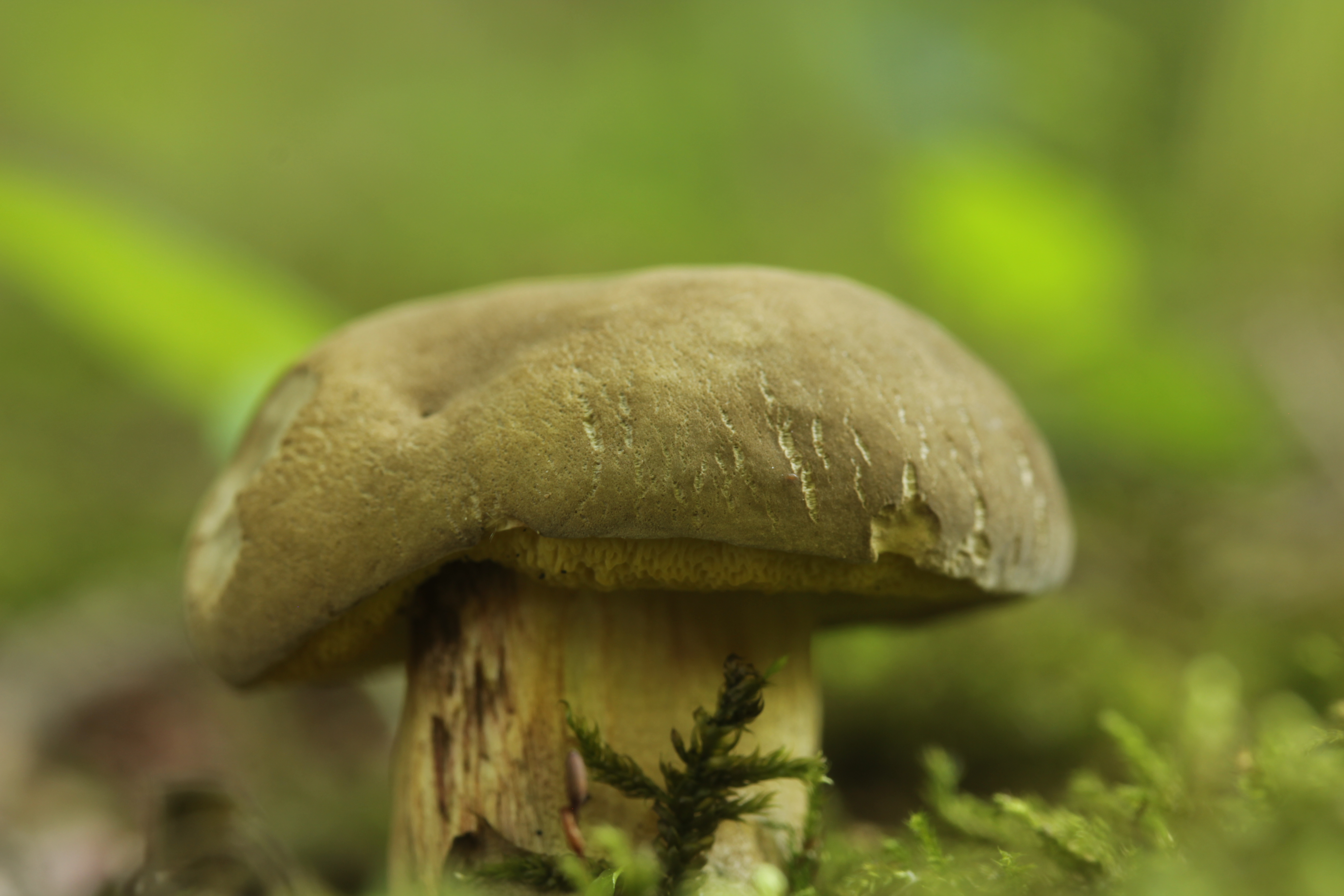
Xerocomus subtomentosus

## Valorificare

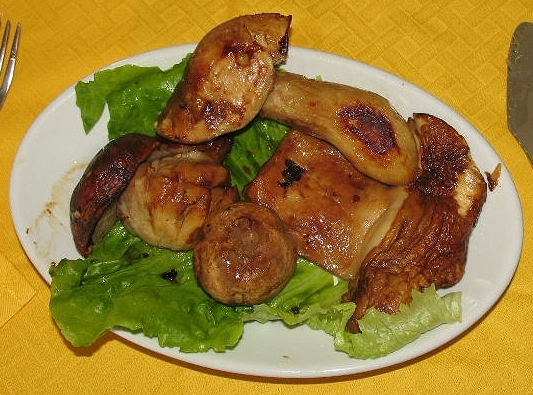
Hribi fripți în mod piemontez

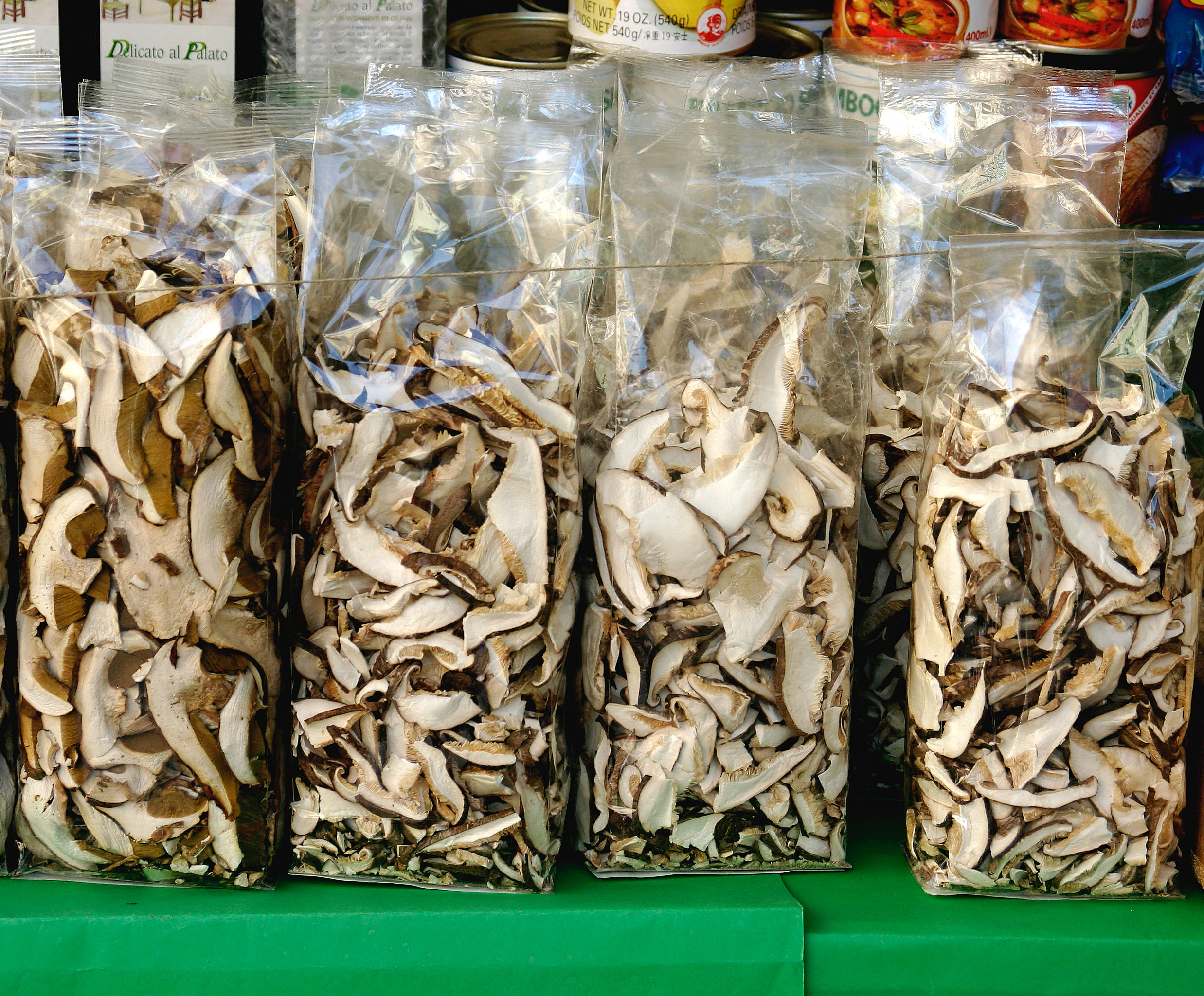
Hribi uscați

Așa cum sugerează și denumirea științifică, Boletus edulis este comestibil, și este considerat o ciupercă de calitate superioară ca aromă și textură. Carnea este albă, tare, cu gust ușor de alune și carne, cu miros plăcut și textură fină și cremoasă. Hribii se consumă proaspeți, ușor prăjiți în unt, cu paste, în rizoto, în supe și în multe alte feluri de mâncare. 
Sunt un articol culinar specific al bucătăriei tradiționale provensale  și vieneze, dar și al bucătăriei tradiționale a altor țări. În Franța, alături de Boletus edulis (sau cèpe de Bordeaux), cele mai populare sunt Tête de nègre (capul de negru; Boletus aereus), mult mai rar decât Boletus edulis, fiind de departe cel mai apreciat de gastronomi, dar și cel care costă mai mult. Dar, de asemenea, Cèpe des pins (hribul de pin; Boletus pinophilus sin. Boletus pinicola) și Cèpe d'été (hribul de vară; Boletus reticulatus sin. Boletus aestivalis) sunt apreciați în bucătărie, având o calitate similară.
Boletus edulis, la fel ca alți bureți ai genului, se pot usca înșirați unul câte unul pe sfoară și atârnați la uscat, fie la soare, fie de tavanul bucătăriei. Altă variantă este să fie curățați, dar fără a fi spălați, și puși într-un coș de răchită sau într-o sită de bambus, într-un loc călduț (pe sobă sau pe rezervorul de apă caldă). Odată uscați, se păstrează cel mai bine în borcane închise etanș. Uscarea lor în cuptor nu este indicată, deoarece se pot deteriora prin coacere. Este important să nu se deterioreze în timpul depozitării.
Bureții sunt exportați în toată lumea și, sub formă uscată, ajung în țări unde nu cresc în mod natural, cum ar fi Australia.